# ムジカ・ピッコリーノ
『ムジカ・ピッコリーノ』は、2013年4月6日から2023年3月22日までNHK Eテレで放送された、子どもを対象とした音楽教育番組である。
当初の放送枠は土曜日8時25分 - 8時35分。2015年度からは金曜日17時35分 - 17時45分を本放送として、従来の放送枠は前日分の再放送枠となった。2021年度には翌週火曜日22時45分 - 22時55分にも再放送枠が追加された。2022年度前期放送のシーズン10が最終シーズンとなり、2023年3月22日の放送をもって約10年の歴史に幕を降ろした。

## 概要
架空の世界を舞台に、様々なジャンルの音楽が持つ独自の世界観を、科学的実験やアニメ・CGなどを通じ、感覚的・多角的に提示し、子供達の音楽的感性を刺激しつつ、芸術への興味や関心を育んでいくとしている。
また、番組ホームページでは「「ムジカ・ピッコリーノ」は音楽の基本的なしくみを映像化して物語に織り込むことで、子どもたちが音楽を感覚で理解できるようになることを目指す、子供向け音楽エデュテイメント番組です。」としている。
番組はストーリー仕立てとなっており、シーズン1・2では音楽をなくした仮想空間“ムジカ・ムンド”にさまよう「モンストロ」（怪獣）を“音楽の力”で救出する4人組を描いた。2015年4月からのシーズン3・4は楽器の音を閉じ込めた状態でムジカ・ムンドの地中に眠る「ピリオドモンストロ」を発掘する6人組の物語となっている。2017年4月から始まったシーズン5からはシーズン1・2と同じ構成になるが、主要人物は5人になる。また、ナレーションはリリー・フランキーが担当。初年度から文字多重放送実施。
同番組は、東京30キロ圏に住む幼児を対象とした調査で「NHK・民放でよく見られている番組」ランキングがベストテン入り（視聴率24.7%）している、トップクラスを誇る人気番組である。
2013年11月にはNHK文化祭2013で「ムジカ・ピッコリーノ スペシャルステージ」を披露した。
なお、不定期で5分間のミニ番組『ムジカ・ピッコリーノ カルテ』も放送された。例えば、2013年11月30日に放送が確認されている。
2015年
- 7月24日、シーズン3レギュラーメンバーで「ムジカ・ピッコリーノ メロトロン号の仲間たち」として、フジロックフェスティバルのピラミッドガーデンに出演。
- 11月25日、シーズン3の音源を収録したアルバム「ムジカ・ピッコリーノ メロトロン号の仲間たち」が日本コロムビアより発売。

2016年
- 7月22日、シーズン3レギュラーメンバーにモレッティ連絡官役の森啓一朗も参加した「ムジカ・ピッコリーノ メロトロン号の仲間たち」として、フジロックフェスティバルのピラミッドガーデンに2年連続出演。
- 9月21日、シーズン4の音源と劇中のセリフを再構成したトラックを収録した「ムジカ・ピッコリーノ メロトロン号の仲間たち Mr.グレープフルーツのブートラジオ」が日本コロムビアより発売。その「ムジカ・ピッコリーノ Mr.グレープフルーツのブートラジオ」発売記念イベントが、9月24日タワーレコード新宿店 7Fイベントスペース、9月25日タワーレコード錦糸町店の店内イベントスペースにて開催された。出演は、アリーナ役の斎藤アリーナ、エリオット役の戸松恵哉、ポン・ジョルノ役のASA-CHANG、モレッティ連絡官役の森啓一朗の4名。モレッティ連絡官役の森啓一朗による進行で、「黒ネコのタンゴ」「村祭」「メロトロン号でパーティー」のパフォーマンス、モンストロを当てるクイズの後、サイン会が行われた。
- 10月1日と10日は「ムジカ・ピッコリーノ スペシャル メロトロン号にようこそ」と題し、メロトロン号にムジカバンビーノ（NHKネットクラブで募集した子どもたち）が乗り込み、ワークショップを体験する特別番組がEテレで放送された。
- 11月23日、シーズン1の音源を収録した「ムジカ・ピッコリーノ ピッコリーノ号の冒険 I」、シーズン2の音源を収録した「ムジカ・ピッコリーノ ピッコリーノ号の冒険 II」の2タイトルが日本コロムビアより同日発売。
- 11月30日、シーズン1,2のビジュアルムック「ムジカピッコリーノ～ピッコリーノ号が治したモンストロ達」が玄光社より発売。

2017年
- 3月16日、 第20回文化庁メディア芸術祭エンターテイメント部門審査委員会推薦作品に選出された。
- 3月24日、シーズン5放送の発表。アリーナ以外のレギュラー出演者が刷新。同年9月16日、シーズン5までのシリーズの完結編ともいうべき短編である「特別編～アリーナの旅立ち～」を10月中の4回シリーズで放送、これをもってアリーナが番組を卒業することが発表された。
- 11月1日、シーズン5の音源とボーナストラックとして、2016年放送「メロトロン号にようこそ」、2017年放送「特別編～アリーナの旅立ち～」での演奏曲を収録した「ムジカ・ピッコリーノ アポロンファイブの挑戦」日本コロムビアより発売。
- 11月5日、「ムジカ・ピッコリーノ アポロンファイブの挑戦」CD発売を記念 し、東京・タワーレコード錦糸町店にてイベントを開催した。出演は、アリーナ役の斎藤アリーナ、レオ役の奥田弦、ルネッタ役の佐藤奏、ブルーノ役の武嶋聡、ピッピ役の西條妃華、モレッティ役の森啓一朗。「イエヴァのポルカ」「シング・シング・シング」「Happy」を演奏。また、イベント中に電話でハッチェル役のハッチ・ハッチェルが、アリーナのステージから呼びかけに応じる形で、3期・4期でエリオットを演じていた戸松恵哉が飛び入り参加をした。

2018年
- 3月28日、シーズン6放送の発表。シーズン5からはルネッタとピッピがレギュラーとして続投（ハッチェルも準レギュラーとして出演）し、新たに3名の新レギュラーを迎えた。2019年度のシーズン7、2020年度のシーズン8もほぼ同じ制作陣で制作されている。
- 10月26日静岡県富士宮市 富士山麓 朝霧アリーナ・ふもとっぱらで行われた「朝霧JAM」にシーズン6のキャスト、オカモトショウ、長岡亮介、高沢英、西條妃華、佐藤奏、ハッチハッチェル、近藤利樹、ROLLY、森啓一朗が出演、サポートメンバーとして綱守将平も参加した。その模様は、2019年3月30日の16時10分 - 17時に、NHK Eテレ「ムジカ・ピッコリーノ ライブ in 朝霧JAM」として放送された。

2019年
- 3月1日、シーズン6が第22回文化庁メディア芸術祭エンターテイメント部門審査委員会推薦作品に第20回のシーズン4に続き選出。

2020年
- この年のシーズン8については、2020年4月に新型コロナウイルス感染拡大に伴う緊急事態宣言が発令された影響で、第7話を最後に制作が中断、これを受けて例年年度後半に行う2シーズン前の再放送を約4か月繰り上げてスタートさせた。このような状況の中、夏休み期間にあたる8月にはCGアニメーションによる新作「船員たちの夢物語」を2本制作している。
- 10月23日よりシーズン8の放送が再開されたが、既に放送済みの7回分も改めて放送したため、実質的な新作は12月11日からとなった。また、2020年3月30日よりNHKのロゴマークが変更（これまでの「3つのたまご」ロゴの使用停止）されたことに伴い、シーズン8では終了時の「終 制作・著作/NHK」のNHKロゴ部分が丸みを帯びた文字のみのNHKロゴに変更されている（シーズン9より画面右下のエンドクレジットは原則廃止）。このシーズン8を以って、3シーズン続いたベルカント号のシリーズは完結となった。

2021年
- 3月13日、シーズン9放送の発表。舞台となる船は「アルカ号」、ベルカント号の外伝で一度登場したシエリがレギュラーとして出演することが判明した。新たなレギュラーも迎える。3月26日に入門的特別番組「ムジカアカデミー入学案内」が放送されることも同時に報じられた。
- 5月31日、伊澤が参加しているグループ東京事変の6月10日の特別番組の中で、本番組の番外編が放送されることが発表された。
- 8月21日、「ムジカ・ピッコリーノ アルカ号の仲間たち」として、フジロックフェスティバルのジプシー・アバロンに出演。
- 10月6日、シーズン8で披露された楽曲がオリジナル・サウンドトラック『ベルカント号のSONGBOOK III』としてリリース。キャストが歌唱、演奏するカバー楽曲を全17曲収録し、CD版のみシーズン6から8にかけて番組内で使用された「モンストロの鳴き声」もボーナストラックとして収録。

2022年
- 2月26日、2021年の「FUJI ROCK FESTIVAL‘21」出演時の演奏が『ムジカ・ピッコリーノ ライブ in フジロック』として放送された。
- 4月8日、アルカ号の仲間たちの新たな冒険として、新シーズンが開始。新たに土曜日18時台での放送も予定している。

2023年
- 3月22日、最終回特別番組『ムジカ・ピッコリーノ ムジカドクターよ 永遠に』を放送。歴代出演者が再び出演し、10年間の名場面を振り返り、番組の歴史を締めくくった。
- この放送以降はシーズン10のアンコール放送を実施。

2024年
- 3月20日、シーズン9・10のアルカ号編の楽曲を収録したCD『ムジカ・ピッコリーノ 飛べ!アルカ号』（COCP-42248-9）が発売された。
- 5月5日、配信オリジナル版「ムジカ・ピッコリーノ レジェンダ」が配信開始。

## あらすじ

### ピッコリーノ号編
シーズン1
音楽の記憶を失った “モンストロ” を助けて “ムジカ”（音楽）を蘇らせる「ムジカ・ドクター」であるドットーレ・マルコ、ドクター見習いのアルベルト、機関士のペペの3人が、ある村で少女、アリーナ・モンテヴェルディと出会い、ムジカ・ドクターに憧れを持つようになった彼女が無理やり仲間に入る。アリーナの音楽的才能も少しずつ開花してくるが、ある時、ピッコリーノ号の食料の異常な減り具合を不審に思ったローリー司令官により、アリーナを無断でピッコリーノ号に乗船させていることが知られてしまう。アリーナやドットーレ達の懇願により、幾度かのテストを経て、アリーナはムジカ・ドクターの養成機関である「ムジカ・アカデミー」への入学を許可される。

シーズン2
ムジカ・アカデミーに入学したはずのアリーナが春休みと称してピッコリーノ号に戻ってくる。最初は再会を喜び歓迎するドットーレ達だったが、次第にアリーナの挙動不審な態度に疑問を持ち問い詰めてみた所、なんと優秀な同級生達の中で自信を失い、休暇と偽ってムジカ・アカデミーを無断欠席していたのだった。彼女の事情を汲み取った一行は可哀想に思い、とりあえず気持ちが落ち着くまで黙認する事にはしたが、一連の騒動はすぐにローリー司令官の知るところとなってしまう。一方でほぼ同時期に治療したはずのモンストロが異常飛行をしている謎の事態もまた起きており、ドットーレのとりなしでそれを解決する間（期限は1か月）だけ一行がアリーナを預かることが認められる。さっそく皆は異常飛行中のモンストロ “フゥーロ” の救出に向かうが、追いかけた先で “フゥーロ” 以外にも同様の事態を引き起こしているモンストロを多数見つけ、これらは全てモンストロを動かす動力源となる永久電池「エテルナ」が抜かれてしまっていて飛ぶことができないせいだと判明する。やがて彼らはアリーナを送り届けに来ていた彼女のムジカ・アカデミーの同級生・ビアンカと再会し、偶然落としていった地図を頼りに空中要塞に辿りついたドットーレ達は、彼女とフランツが所属する秘密結社「ガルディアーノ」の存在を知る。2人はモンストロを観察・保護する使命を負っており、何百年も前からモンストロの仕組みと製造過程について研究してきた。その過程で永久機関と思われていたエテルナが実は定期的に音楽を聞かせなければ止まってしまうことを突き止め、ビアンカらは長らく音楽を忘れていたせいでエテルナに充分な動力が残っておらず、せっかく治療してもすぐに動かなくなってしまったモンストロからエテルナを抜き取り、回復作業を行っていたのだった。モンストロに危害を加えているのでは、とビアンカを疑っていたアリーナは、友人を信じることの大切さを学ぶ。アリーナとビアンカはともに立派なムジカ・ドクターを目指してムジカ・アカデミーに戻っていく。

### メロトロン号編
シーズン3
前回の物語から約2年後。アリーナはムジカ・アカデミーの研修の一環として「メロトロン号」に乗っていた。そこでは楽器の音を封じ込めた “ピリオドモンストロ” の発掘作業が行われていた。発掘を「男のロマン」と語るリヒャルト船長や、謎めいた助手のエリオット、操縦士でドラム専門家のポン・ジョルノなど、各楽器を専門とする個性的なメロトロン号の乗組員達との演奏や、ピリオドモンストロの出会いを経て楽器や音楽の楽しさと大切さ、そしてモンストロの役割を学んでいくアリーナ。そして、かつてローリー司令官が治療出来なかったピリオドモンストロとの一件で、エリオットが彼の息子だと発覚する。司令官はエリオットをムジカ・アカデミーに連れて帰ろうとするが、本人とアリーナの懇願によりどうにかメロトロン号に留まる事を許してもらう。アリーナはまだまだ自分が知らない楽器や音楽と巡り合うため、そしてメロトロン号で自分の『これから』を探していこうと決める。一方のローリー司令官も、アリーナがムジカ・ドクターとして逸材な存在となるであろうとほのめかす。

シーズン4
前回と変わらずメロトロン号でピリオドモンストロを探すアリーナ達。するとローリー司令官との通信が突然途絶え、そこへ「Mr.グレープフルーツ」と名乗る人物の放送が入ってくる。その人物は「ブートラジオ」の放送を通じて、フィラデルトビア地域にいるピリオドモンストロの情報を流していた。メロトロン号もそこへ向かうと、本当にピリオドモンストロがいた。その後も「ブートラジオ」からメロトロン号宛に次々とピリオドモンストロの目撃情報が入ってくるようになりアリーナ達が治療に奔走する中、ジパング地方で謎のムジカ・ドクター、ドクトル・ジョーと知り合う。その後もアリーナ達の前に現れてはヒントを残して去っていくドクトル・ジョーに疑問を抱いたリヒャルト船長は、モレッティに頼んで秘密裏に調査をお願いするが、何故かムジカ・アカデミーの記録に彼の名前は無かった。だが、ローリー司令官はアリーナが報告書と共に送ったドクトルの似顔絵を見た途端顔を強張らせる。なんと彼はアカデミーに属していながら卒業試験間近で行方をくらませたムジカ・ドクターだったのだ。これを聞いたリヒャルト船長達はジョーを危険視し、アリーナにジョーと関わらないよう忠告するが、アリーナは『遊び心を忘れず、常識にとらわれず、自分で色々な音楽を作って試してみる』という事を教えてくれたジョーが悪い人には見えなかった。しかし、捜索中彼が檻に入れられたピリオドモンストロ “マラケーニョ” を連れているところを発見しショックを受ける。なんとか追いかけてジョーの隠れ家を見つけ出しマラケーニョを救出、治療に成功するが当の本人には逃げられてしまった。その後、ブートラジオの放送でやって来た先で遭遇したピリオドモンストロ “スラブドン” が治療中に雷を浴びて暴走しメロトロン号に襲いかかってくる。しかし、間一髪の所でジョーの乗った気球がモンストロの攻撃を庇った事で治療は無事に終わる。ジョーはメロトロン号乗組員に自分の目的を明かし、一同は幻のモンストロの元に向かい、このモンストロを治療する。

### アポロン5号編
シーズン5
ムジカ・ドクターの研修もいよいよ大詰めとなり、最終試験を受けるべく機関士のブルーノ率いるアポロン5号へやって来たアリーナは、そこで同じムジカ・ドクター候補生であるレオとルチオに出会う。融通が利かないものの優しいルチオに対し、当初は生意気で鼻持ちならないレオの態度に反発し、喧嘩ばかりしていたアリーナだったが、少しずつ互いの欠点に気付いていき、切磋琢磨していく。しかし、2人が目標とする『理想のムジカドクター』を見い出していく中、アリーナだけは未だにそれを見つけられずにいた。さらに、アポロン5号を追いかける小型気球に乗った2人組、ハッチェルとピッピの姿があった。売れない音楽団員の2人は、モンストロを捕まえて音楽を盗み出そうと企んでいたのだった。だが、モンストロを治そうと必死に頑張る3人の姿を見て、音楽の大切さと努力する事の必要性、そして自分達がただ私欲のためだけで、「なぜ音楽が好きなのか」という気持ちにちゃんと向き合っていなかったことに気がつき、3人と一緒にモンストロの治療に成功した事で演奏の楽しさを思い出す。ところが、ムジカ・ドクター試験に部外者の力を借りた事を報告書で知ったローリー司令官は、怒って3人全員の点数を大幅に減点してしまう。そこで三人は得点稼ぎのため、ムジカ・ドクターでも治すことが難しい難関モンストロの3体を治すことにする。最初の2体はなんとか治療に成功するものの、最後の超難関モンストロ “ファレンハイト” だけはなかなか上手くいかない。最終試験のタイムリミットである日没が迫る中、諦めてアカデミーに引き上げようというブルーノの提案に対し、アリーナは中途半端な状態で終わりたくないと反論する。さらに、音楽にもモンストロにも真っ直ぐ向き合えるムジカドクターになりたいというアリーナの言葉に揺り動かされた2人も、試験など関係なくあのモンストロを治したいと言い出し、3人の気持ちに心打たれたブルーノは5人で共に最後のモンストロに挑み、無事治療に成功する。しかし、後悔のない演奏はしたものの肝心のアカデミーに帰る時間が無くなってしまうが、驚くべき奇跡が起きる。なんと飛んで行ったはずのファレンハイトが突如方向転換したかと思うとアポロン5号を引っかけ、超高速でアカデミーまで送ってくれたのだ。3人はこの隙に大急ぎで残りのカルテを書き上げると、1分前ギリギリに駆け込み最後の報告書を提出する。3人それぞれの目標、特にアリーナが『自分が目指すべきムジカ・ドクター』という夢を見つけられたことに満足した司令官は皆に合格を言い渡す。3人はアポロン5号に戻り門出を祝うと同時に、ムジカ・ドクターとして新たな始まりの第一歩を踏み出した事を再確認する。そして3人の頭上では、ハッチェルとピッピからお祝いの花火が打ち上がっていた。

特別編
アリーナは新人ムジカ・ドクターとなったものの、初任務として乗る船がまだ決まっていなかった。そこで試験合格の報告と挨拶、そして自分の修了式に出席してもらうため、今までお世話になった人達の元を訪ねて回る事にする。才能を見出してくれたピッコリーノ号のドットーレ達。音楽を自ら作り学ぶ事で人との歴史の深さを教えてくれたメロトロン号のリヒャルト船長達とドクトル・ジョー。夢や目標が見つからず落ち込んでいた時励ましてくれたハッチェルとピッピ。アリーナは一つ一つ思い出を巡りながら自分が今後やりたい事を模索していく。そして迎えた修了式。集まった仲間達の前で発表した決断は､「自分の船が欲しい」という驚きのものだった。当然ローリー司令官は新人1年目からそんなのは無理だと反対するが、アリーナの腕を信頼するドットーレとアルベルト、そしてエリオットの熱意と、司令官が彼女自身の性格を熟知している事もあり、渋々ながらも承諾する。そして今まで出逢った仲間達との最初で最後の大演奏会と、アリーナの新たな再出発が始まったのであった。

### ベルカント号編
シーズン6
ムジカ・アカデミーの新学期が始まり、ピッピが新入生として入学する事になった。船の待ち合わせ場所で出会ったのは、少し気の抜けたベルカント号の船長で新米ムジカ・ドクターのジュリオと、元ムジカ・ドクターで今は機関士のロッソ、そして同じく新入生のフローラ・ミラネッティというちょっとオドオドした女の子。さらに機関士助手としてアポロン5号から異動して来たルネッタも仲間に加わった。その後不思議な少年・ジャンゴとも仲良くなり、ピッピとフローラは少しずつムジカ・ドクターとして成長していく。
そんな中、ローリー司令官の元に届いた手紙により、フローラが両親に黙って家を出て船に乗っていた事が発覚。司令官はフローラに即刻船を降りるよう命じるが聞かなかったため、強行策として司令官は次の治療で彼女を参加させた場合ベルカント号を解散させると言い放つ。みんなは渋々従うも、次に出くわしたモンストロ “カルファターレ” には調査の結果フローラの歌唱力が不可欠だった。散々悩んだ末ジュリオは解散を覚悟でフローラを参加させ、治療に成功する。そして司令官の宣言通り解散宣告がベルカント号に下るが、別れの際一人歩くジュリオが偶然出くわしたモンストロ “エア・ブー” を見つけ治療にあたり出す。そこへバラバラになったはずのロッソ、ルネッタ、ピッピが集まってきた。楽器も何もないのにモンストロを治そうとする姿勢と、皆の音楽が大好きという思いに心打たれた司令官は、特例としてフローラを参加させる。そしてアカペラを使った稀に見る斬新な治療でモンストロを治したメンバーにベルカント号解散の撤回を宣告する。喜び合う仲間達だったがフローラの事は別問題のため、結局彼女は船を降りることになってしまう。しかし後日、ピッピがフローラ宛の手紙を書いていた所へ彼女から司令官の念入りな説得によりベルカント号復帰が決まったことを告げる連絡が届き、4人は大喜びでフローラを迎え入れる。そしてベルカント号の仲間たち5人の、本当の意味での出発が始まる。

シーズン7
ピッピとフローラの研修も2年目に入り、ベルカント号には新しい仲間としてシェフのマーティが加わった。6人が今年の抱負を言い合う中、ローリー司令官から緊急連絡が入る。旅人を惑わせ、モンストロを壊してしまう謎の霧「ディストミスト」が発生し、近くの街、ウインドル・チッタが今まさに巻き込まれかけていると言うのだ。ジュリオ達は慌てて現場に急行すると、そこにいたモンストロ “はっぴいぱくぱく” の治療に間一髪で成功。その後もディストミストからモンストロを守るため奔走する中、フローラはかつていなくなってしまったペットのモンストロ『ティノ』もまた巻き込まれているのではないかという焦燥にかられるも、ピッピ達の励ましにより立ち直る。
しかし、その間にもディストミストの猛威は止まらず、ついにベルカント号にも撤退命令が通達されてしまう。諦めたくないメンバーはどうするか話し合っていると、ジュリオは新聞の天気図からディストミストに覆われていない場所を発見し、そこから僅かな記憶を頼りに皆で資料室を漁って1枚の手記を見つける。それによって覆われていない場所には3つの塔が立っており、それがかつてディストミストを消滅させたことを知る。メンバーはハッチェルとジャンゴの力も借り、その場所近くにいたモンストロを治すことで塔を起動させ回って行く。そして最後の塔に明かりが点った途端、空が晴れてディストミストを消滅させることに成功。するとフローラはその中から倒れている『ティノ』を見つける。全く動かない姿にもう手遅れかと思ったが、ティノと一緒に過ごした日々と歌を思い出したフローラのハミングで起き上がり、皆の演奏で元気に飛び立っていく。ティノを見送ったメンバーはディストミスト消滅のお祝いと、出会ったモンストロ達との思い出に胸を馳せていく。

シーズン8
ベルカント号も新学期に突入し、ピッピとフローラの研修も3年目になった。ところが肝心のピッピは春休み中に起きたゴタゴタのせいでメンバーとの合流が遅れた。そんな中、ローリー司令官から皆に「ディストミスト」が晴れたことにより、古の伝説にある幻の図書館『ムジカリブロ』の目撃情報が相次いでいるという報告と、その図書館の門を開くための鍵となる5つの宝『ムジカオーブ』の収集の任務がくだる。
一方、ローリー司令官とモレッティ連絡官は、ピッピとフローラに「ムジカリブロを見つけられたらムジカ・ドクターにする」と宣言。しかし、用意できる船は1つなのでムジカ・ドクターになれるのもどちらか1人だという…。また、ロッソもかつての相棒ポッソからムジカドクターに戻らないかと言う手紙を受け取り、動揺し始める。
ハッチェルからムジカリブロがどんどん浮上してしまっていることを聞き、急いで残りのムジカオーブを集めたベルカント号の一行。すべて集めた途端、一本の光が差し、同時にミラージュボールが光りだす。その方向へ行くとムジカリブロが。そこへ現れたモンストロが作る足場をもとにムジカリブロにたどり着くジュリオ。実は彼こそがムジカリブロを作ったクレイオ家の末裔で、ミラージュボールこそがムジカリブロを開ける鍵だったのだ。しかし、ピッピとフローラが来た後、フローラが部屋に閉じ込められてしまう。フローラはそこにいたモンストロ “ガルディーバ” をジュリオのアドバイスをもとに、今までのすべてをぶつけて治療する。
そこへローリー司令官とモレッティ連絡官が。ピッピとフローラ両者に加え、ロッソにもムジカドクター合格を言い渡した。ジュリオはムジカリブロに残って研究をし、ハッチェルは音楽劇団を開く準備をしているという。そこでフローラがベルカント号の船長を継ぎ、ピッピがハッチェル団の団長を継ぐということになった。ムジカ・ドクターが一度に3人も誕生したことにジュリオは驚きつつ、最後の演奏を行うのであった。

船員たちの夢物語
ベルカント号に乗るメンバー達が見た不思議な夢の物語。
夢の中でモンストロと関わることで、フローラは失敗を恐れずにチャレンジすること、ジュリオは前に向かって真っ直ぐに進むことを学んでいく。

### アルカ号編
シーズン9
船の修理をアカデミーに依頼したシエリ。司令官のお小言に悪態をつきつつ向かうが、途中で嵐雲に出くわし雷に打たれてしまう。不時着した先のフンギの森には、修理師を目指す少年・トットがいた。トットが金槌でモンストロ “アレッタ” を直そうとしているので、シエリはそのモンストロを治療する代わりに自分の船を直してほしいとトットにお願いする。モンストロは無事治療できたが、肝心のシエリの船は直せず、行く宛ないシエリはトットの後を追い掛け、森の奥深くにひっそりと停泊していたアルカ号にたどり着く。そこにはちょっと変わり者な船長・フォリアと、陽気なギター弾きのルッチョラがいた。どうやらトットはこの船を飛ばして旅をすることを夢見ているようだが、彼を含めたアルカ号の人たちは音楽やモンストロ、ムジカ・ドクター等に関する知識が全くなかった。とはいえど何としてでもアカデミーに帰りたいシエリにはアルカ号を飛ばす以外の方法はなかった。そんな中、フォリアが拾って改造しようとしていたものがモンストロ “チキバン” と分かりメンバーと協力して治療する。するとチキバンは勢いよくエンジンに飛び込み船の歯車が動き出した。それをヒントに森に迷い込んだモンストロを治療することでエンジン深部にある3つの歯車を動かすことに成功するも、今度は肝心の船を操縦出来る人がいなかった…。またもや振り出しに戻り途方に暮れるシエリだったが、幸いにも電話の配線は繋がっていきていた事でアカデミーに何とか無事を知らせ、アルカ号を飛ばすために機関士を派遣してほしいと司令官に依頼し、ベルカント号で知り合ったルネッタがやって来る。
ところがアルカ号は今の船と比べて機能も古く、飛ばすには船の設計図が必要だった。皆で方々を探し回ったのち偶然から設計図を見つけ、そこへ居合わせた新たな仲間・スピカとも協力して設計図に書かれた楽譜通りに演奏し、今まで動かなかったアルカ号は雄大に空へと飛び立ったのだった。
その後もアカデミーに向かう途中、何故かアルカ号に搭載されていたレーダーで見つけたモンストロを治療していく中、シエリはフォリアから「トットをムジカ・アカデミーに入学させて欲しい」とお願いされる。だが、いくら才能と見込みがあるとは云えど現時点で基礎知識がろくにないトットを推薦しても、到底司令官を納得させられる訳がないと懸念し苦悩するシエリだったが、その最中に出会ったモンストロ “タルカヴァーロ” の治療を経てトットのムジカ・ドクターへの熱意を汲み取り「トットが司令官を唸らせる位の技量を身につけるまで、自分が面倒を見る！」と宣言し、それまではルネッタ共々アカデミーに帰らないと決めた。
その一方アカデミーでは、シエリが突如帰還命令を拒否した事に司令官とモレッティが疑念を抱き、さらにルネッタが気を利かせたつもりでアカデミーに送ったトットが書いた報告書を見て『シエリがムジカ・ドクターの仕事を赤の他人にやらせている』と誤解した司令官は激怒。情報機関を使って居場所を突き止め、アカデミーごとアルカ号へと向かい、シエリとルネッタに強制帰還命令を下してしまう。そして皆で最後にと近くのルミノージ旧市街にいたモンストロ “アキ” を治療した後、シエリとルネッタはアカデミーへと帰還していった。
元のメンバーに戻ったアルカ号一行は行く当てがなくなり、レーダーの反応を元にモンストロ “インヴェッチ” を治療した後、シエリが別れ際に渡した手帳から手紙が出てきた。その手紙を元にシエリ達と別れたルミノージ旧市街で待っていたルネッタと合流するも、そこにシエリの姿は無かった。どうやら思った以上に司令官の監視が厳しく、アカデミーで軟禁状態に陥っており、一行はアカデミーに閉じ込められたシエリの奪還作戦を開始する。司令官たちに見つかり一時はピンチになったが、アルカ号一行はシエリが閉じ込められた倉庫に捨て置かれていたモンストロ “スピアーレ” を治療、シエリはそれに乗って脱出に成功する。
シエリ脱出後、悔しさを滲ませる司令官がアルカ号から送られてきた報告書を読んでいると、突然巨大モンストロがアカデミーに墜落してきた。このままではモンストロの重量でアカデミーごと墜落してしまう…。司令官は緊急無線を発報、それを聞きつけたアルカ号はアカデミーへと急行。司令官は駆けつけたアルカ号のメンバーを見て、トットに特別に治療を許可する。そしてシエリとトットでモンストロの治療に成功した。この功績をたたえ、司令官はシエリとルネッタを正式にアルカ号に派遣し、トットをムジカアカデミーに入学させた。

シーズン10
正式にシエリとルネッタをメンバーに迎えたアルカ号。トットも正式にムジカ・ドクター見習いとなり、シエリとレッスンを始める。一方でモニターが治った矢先にローリー司令官から連絡が。アルカ号をムジカムンド王に譲渡することが決定し、代わりに新しい船を与えるというのだ。しかしアルカ号はフォリアやトットたちにとっては住居同然。もちろん一同は拒否するが司令官は「もう決まったこと」と言う。
突然の決定に疑念を抱いたフォリアの号令で、一行はアルカ号を徹底的に調べることにする。すると奥の地下室に隠された部屋を見つけ、謎を解いて部屋の扉を開けると、なんとそこには “ジャストマト”といった複数のモンストロが。さらにその部屋から見つかった、マズローという者の弟子・カペルの日記を読んだところ、アルカ号はかつてモンストロを作っていた船だということが判明、マズローはモンストロの開発者だという事を知る。
しかし、アカデミーにそれを報告したところ、ローリー司令官は「マズローは国に背いた悪者」と言い、このまま一同がアルカ号に乗り続けていると一同も反逆者にされてしまうかもしれないと司令官は忠告する。自分達が予想していたのと真反対な言葉に衝撃を受けるシエリ達だったが日記を読み返してもとても悪者に思えず、マズローの汚名を払拭する為にアカデミーに戻らず調査する事にした。一方、ローリー司令官も事情を知らなかったので無理も承知で国王に連絡してみると、近年になってモンストロはどれだけ治療しても「必ず壊れるよう設計された」と言う疑惑が浮上したのだ。モンストロが壊れるのは当たり前だが、もしマズローが意図的に仕組んだものだとしたらムジカ・ドクターの根幹が揺らぐ事態となる。また王国はアルカ号内にあるモンストロの設計図の原本を探しており、手にするならアルカ号を分解する手荒な行為も辞さないと言う。
一同はモンストロの設計図を探すが見つからない。そこでムジカリブロへ向かい、古代のことに詳しいジュリオとコンタクトをとり、ジュリオの協力もあってマズローの住んでいた工房都市の居場所を突き止める事に成功。シエリ達はアルカ号の最深部にあった車「オリーブ号」で工房都市のマズローの住居を訪れ、近くの井戸の中にあった金庫を演奏で解錠。原本を見つけ出す事ができたが、願いも虚しくそこには「モンストロは必ず壊れるように設計した」と実際に書かれていた。
その報告を受けたローリー司令官は驚愕し、国王とこれからの方針について話し合いをした所、「必ず壊れるものに価値が見出せない」とモンストロの治療プロジェクトの撤廃とモンストロの代わりになる音楽保存技術の開発の専念、更にはムジカ・アカデミーの廃校を決定。ローリー司令官をはじめ多くのムジカ・ドクター達は職を失う事になってしまう。アルカ号も例外ではなく、特にトットは憧れの人物に裏切られた気持ちで一杯になり船から飛び出し、落ち込んでいるとモンストロ“セル・ヴォーン”が近づいてきた。治療を経てたとえ無意味でも、修理士を目指す者として壊れたものを直さない訳にはいかないと心を決める。
トットの元気も取り戻せたアルカ号はフンギの森に戻って体制を整える事にしたが、その先の秘密基地でモンストロ“カッチ・ジャッコ”を発見、治療を経てシエリはモンストロが壊れるのは何が意味があると考える。カペルの手帳を見返すと彼の墓がある場所が書いてあり、そこに赴くと高速で暴れ回るモンストロ“エレディタ”が出現。早速治療をしてみるが、飛び立つどころか落下してしまう。調べてみるとエレディタの記憶している曲が長い時間を経て変化した事がわかり、マズローは治療を通じて音楽を理解する事、そして時にそこから新しい音楽が生まれる願いを込めて敢えて壊れる設計にしたと知った。
その頃、ローリー司令官は自身の不甲斐なさを感じながら後片づけしていたが、シエリの連絡を受けて、モンストロ治療の礎となった偉人であり、アカデミーの教科書の著者でもあるカペルこそマズローの弟子である事を知り、国王を説得する材料を得てフンギの森へと合流する。アルカ号の一同が森で司令官たちを待っていると、謎の人物が「アルカ号はどこだ?」とルッチョラとスピカに話しかけてきた。実はこの人物こそムジカムンドの国王・フランコ3世であった。司令官とアルカ号の一同は、かつてドットーレが治療したという巨大モンストロ“イポポタモス”に出くわすが、司令官の指示でドットーレとまったく同じように治療してもうまくいかなかった。しかしアレンジを加えることで治療はうまくいき、イポポタモスは飛び立つ。この様子を見守っていた国王は猛省して、ムジカアカデミーの廃校を撤回した。そこでアルカ号や他の船が再び食料を供給してもらいにアカデミーに来たのであった。

ムジカドクターよ 永遠に
今日もモンストロの治療に精を出すアルカ号の面々。お互いを労う為に休暇を決め込もうしたその時、血相を変えたローリー司令官とモレッティが大量の報告書を抱えてアルカ号に飛び込んで来た。
司令官曰く、ムジカ・ムンドにモンストロの事を知れる「モンストロ博物館」の建設を計画しているものの、そこに展示するモンストロや資料が膨大で選べきれず、そのアイデアを提案して欲しいという。
司令官に協力する事にしたアルカ号の面々は、ベルカンド号の面々やリヒャルト船長、そしてアリーナを交えつつ、これまでのムジカ・ドクター達が治療してきたモンストロを振り返っていく。

## 番組構成
シーズン1・2
モンストロの特徴を確認
ドットーレ達が傷ついたモンストロと出会うと治療が始まる。モンストロは自分が持つ曲を断片的に鳴き声などで表現する。ドットーレ達は様々な角度からモンストロを調査・分析し、モンストロが持つ音楽の特徴を割り出していく。
解説
ドットーレ達が確認した音楽の特徴「ウラ拍」「倍音」などを解説する映像が唐突に割り込む。タイトルコール以外ナレーションは一切なく、レギュラーメンバーは登場しない。本編の映像とは全く関係のない世界観（ほとんどは現代日本の日常光景）と音楽を無理やり絡めたショートドラマ仕立てとなっているものが多く、本編とのギャップの激しさから、非常にシュールな光景となる。
演奏
治療を進めてモンストロの曲を理解したドットーレ達が、ピッコリーノ号に帰還してその曲を演奏する。その演奏をピッコリーノ号に取り付けられた大型スピーカーを通じてモンストロに聴かせることで、モンストロの記憶を取り戻させ、治療は完了する。
なお演奏室は、大小様々な額縁が飾られていて、普段はモンストロの絵画が収まっているが、演奏時はその中に前述の解説映像がPVとして流れる演出となっている。
原曲紹介
レギュラーメンバーがカバーした原曲を流して紹介する。字幕で誰の何の曲であるかが表示され、ここで初めて名曲の具体的な情報が判明する。その間、白紙に早回しで歌い手や作曲者を描いたイラストを作成する様子が映し出される。
シーズン3・4
ピリオドモンストロの特徴を確認
ポンがピリオドモンストロのかけらを発見し、エリオットがそれをモンストロスキャナーにかける。元の楽器が何だったかをレギュラーメンバーが推測する。メロトロン号に乗船している楽器の専門家をリヒャルト船長が呼び出し、専門家がその楽器の音を聞かせると、ピリオドモンストロが反応する。
シーズン4ではスキャナーは使わず、ドクトル・ジョーが持っていたりする形でカケラが登場するのみ。
解説
レギュラーメンバーが推測した楽器について、映像で説明する。また、シーズン1・2に比べ説明的なナレーションが増え、ドラマ的要素は薄れている。レギュラーメンバーが登場しないのは同じ。
演奏
専門家を交えて、当該楽器をフィーチャーした演奏を行う。メロトロン号に取り付けられたスピーカーを通してピリオドモンストロが演奏を聞き、空へと飛び去っていく。
原曲紹介は無し。
シーズン5
シーズン1・2と同じ構成に戻るが、原曲紹介は無いまま。
シーズン6 - 8
原曲紹介が復活。イラスト映像によるものに変わった。
ジュリオが『ミラージュボール』を使ってその土地の記憶の欠片を引き出し、光とともに出てきた関連する品とベルカント号にある資料を照らし合わせて曲のヒントを探していく。
解説は従来のものに加え、メンバーがデフォルメされたアニメーションで解説することもある。シーズン6ではピッピとフローラのみ登場したが、7以降は他のメンバーもアニメーションで登場した。
シーズン8第1話のみ、原曲紹介なし。
シーズン9 - 10
シーズン6 - 8とほぼ同じで原曲紹介もある。
シエリとトットがモンストロに出会い、観察しながらヒントを探る。ときどきシエリノートを見てヒントを得たり、ほかのメンバーに助けてもらったりして解決することもある。
シーズン6から始まったアニメーションによる解説も引き続き使われた。こちらではシエリとトットが中心だが、9時点で全員アニメーションで登場している。

### おさらい回
シーズン2より、第5話、第10話、第15話はこれまでの4話の内容をおさらいする回になった。アカデミーが舞台で、メインキャラクターたちが提出した報告書をローリー司令官とモレッティ連絡官が読むという形でおさらいしていく。
シーズン7以降はモレッティが進行。2・3択のクイズを出すようになった。

## 登場人物

### 複数シリーズにまたがる主要人物
アリーナ・モンテヴェルディ
演 - 斎藤アリーナ
シーズン1からシーズン5に至るまでの唯一のレギュラーキャラクターかつシーズン5までのヒロイン。シーズン5では主人公扱いとして出演者のトップクレジットとなっている。担当楽器はギター。
ナザリオら3人の男性らとともにムジカ・ムンドのある村に住んでいたが、モンストロの治療のために降り立ったドットーレらと出会い、ムジカ・ドクターに憧れを持つようになり、無理やり仲間に入る。
音楽の知識はほとんどないが勘が鋭く、ドットーレ達が助けられることも多い。
モンストロをちゃん付けで呼ぶこともある。
シーズン1終盤でモンストロ治療への熱意と実績が認められて、ムジカドクター養成学校 “ムジカアカデミー” に入学するも、シーズン2では自信を喪失して休学。しかしドットーレたちとの交流を得たうえで復学し、シーズン3からは研修としてメロトロン号の乗組員となっている。
シーズン5ではムジカ・ドクター最終試験のため、同じ候補生であるレオ、ルチオと共にアポロン5号に乗る。最初はレオの上から目線な言い方に反発し初対面からケンカばかりするものの、得意の才能と勘でリーダーシップを発揮していく。
シーズン3以降は時おり自分が理想とするムジカ・ドクターという目標が見つけられず、苦悩する場面も見られる。だが、シーズン5終盤で「最後まで音楽やモンストロと向き合うムジカ・ドクター」という目標を見出し、試験合格後は自身の力とやり方を試すため、自分の船を持つ決心をする。
シーズン6以降では登場していないが、シーズン9にてルネッタが「無理やり入学した人を1人知っている」と、アリーナを思わせる発言をしている。
主要人物の口癖（ドットーレの「マルコ・ポーロ」やリヒャルト船長の「ユリイカ」、ドクトル・ジョーの「な～んか気になる」）を真似して言う事がある。
最終回で久々に登場。「ギターのモンストロを展示してほしい」と司令官に提言する。

ルネッタ
演 - 佐藤奏
シーズン5時点ではブルーノの元で働いていた機関士助手。担当楽器はドラムス。
いつかは一人前の機関士になって独り立ちしたいと夢見ていた。
シーズン6では第3話よりベルカント号の機関士助手となる。まだ見習いながらも耳だけでエンジン音を聞き分けることが出来るなど優秀な才能を持っている。
大きなゴーグルをつけており、設備修理等の際に使用するが、ゴーグルをかけると人が変わったように乱暴な態度、言葉遣いを取るようになる（口が悪くなるだけで、根本的な性格自体は大きな変化がない）。ゴーグルを外すと元に戻るが、本人はその最中のことを覚えていない。
シーズン8ではドクターに戻ろうと考えているロッソを後押しする描写があった。
シーズン9では見習いから一人前の機関士へと昇格。シエリの依頼を受けたローリー司令官を通じて、アルカ号を動かす機関士として派遣される。アルカ号を飛ばした後は、ルッチョラに操縦を教えている。

ピッピ
演 - 西條妃華
アポロン5号を追いかけている小型の気球に乗った貧乏楽団「ハッチェル楽団」の看板娘。担当楽器はピアノなどの鍵盤楽器。
可愛らしい外見に反しハッチェルの演奏に平気で直球かつキツいダメ出しをする。トップスターになるのが夢。
最初はハッチェルと同様の理由でアポロン5号を追いかけていたが、アリーナ達に触発されて演奏を楽しむ事と音楽の大切さを思い出す。
偵察のためにアポロン5号に潜入していた所ルチオと鉢合わせしてしまい惚れられているが、当人は気づいていない。
シーズン6ではフローラ同様に新人研修生としてベルカント号の乗組員となる。直球でキツい言葉遣いは相変わらずで、フローラと喧嘩することも。
シーズン8では、ジャンゴと別れた事で落ち込んでしまったハッチェルのノロノロ運転により、3話から遅れてベルカント号に合流した。
シーズン8第20話でムジカドクター試験に合格。ハッチェル楽団の団長を継ぐことになった。
最終回ではベルカント号の仲間と共に再登場。『モンストロ博物館』の話の最中にルチオとのその後の関係を匂わせる態度を見せていた。

ハッチェル
演 - ハッチハッチェル
ハッチェル楽団の団長。担当楽器はバンジョーやヴァイオリン。
たくさんのお客の前で演奏する事を夢見ているが、ハッチェルが作る曲はピッピ曰く「どれもイマイチ」。そのためモンストロを捕まえて音楽を盗もうと企んでいるが、演奏に号泣してしまうなど憎めない所もある。
アリーナ達の頑張る姿を見て、自分が私利私欲のためだけを考えていて音楽とちゃんと向き合っていなかったことに気づき、一緒にモンストロを治したことで演奏の楽しさを思い出して自信をつける。シーズン6でピッピが抜けてしまった時は一人寂しそうにしていたが、その後ジャンゴを引き取ったことをきっかけにジュリオから呼ばれているらしく、演奏シーンで時々登場している。シーズン7ではピッピを心配するあまり連れ戻そうとやって来るが、彼女の熱心な様子を見て考えを変え、改めてピッピを託している。
シーズン8では家族が見つかった事によりジャンゴが抜けた為にしょげてしまったが、ベルカンド号の面々と演奏した事で元気を取り戻した。
シーズン8第20話で『ハッチェル劇場』と言う音楽劇場を開こうと準備していることが判明。そのためハッチェル楽団を抜けることになり、ピッピに団長を継がせた。
シーズン8にて2回のみではあるがアニメーションでも登場している。
最終回ではベルカント号の乗組員と共に再登場。彼はピッピとルチオのその後を知らなかったらしく、またピッピ本人も教えてくれなかったため言い合いになった。

### ピッコリーノ号編の主要人物
ドットーレ・マルコ
演 - 浜野謙太
シーズン1・2の主人公。ムジカ・ドクターで、担当楽器はトロンボーン。
感情が昂ぶった時に「マルコ・ポーロ」と叫ぶ口癖がある。
お調子者で食い意地が張っている、よく居眠りをする、服を脱ぎ散らかす、面倒くさがりなど普段はあまりいいところがないが、ムジカ・ドクターとしての腕は確か。アルベルトとアリーナをまとめて「お二人」と呼ぶ。
ムジカ・アカデミーで出会った「マリア」という女性を今も慕っている。
シーズン3第6話にも登場。ピッコリーノ号のエンジンが故障して立ち往生していた所へアリーナ達と居合わせ、トロンボーンのピリオドモンストロ「トロンボ」を蘇らせるのに協力する。エリオットに司令官っぽく「ドツトーレさん」と呼ばれた際は嫌がっていた。
『特別編』ではアリーナと別れて間もなくに、アルベルトも船を降りてしまったためぺぺと2人になり、少々しんみりしていた。

アルベルト
演 - 山口康智
ムジカ・ドクター見習いの少年。担当楽器はピアノ、チェレスタなどの鍵盤楽器。アリーナより年少だが、正式な見習いドクターである。
冷静沈着で機転が利き、頼りになる存在だが、アリーナがムジカ・アカデミーに出発する際に泣きだしてしまうなど子供らしい面も残っている。
アコーディオンのような形の「診察器」を常に提げていて、ドットーレの治療をサポートする｡「トロンバ号」の運転も担当。
『特別編』ではアリーナの1年前にムジカ・ドクター試験に合格し、ピッコリーノ号を降りて別の船に乗っている事がドットーレの口から語られており、第1話では回想のみの登場だったが、第4話の修了式には皆とともに顔を見せている。アリーナが自分の船をほしがった際、エリオット共々賛成する描写があった。

ペペ
演 - サンコンJr.
ピッコリーノ号の機関士の男性。担当楽器はドラム、ティンパニなどの打楽器。
モンストロの治療中はピッコリーノ号で待機していることが多く、演奏場面のみの登場も多い。

フランチェスカ
演 - 天内千尋
ムジカ・ドクター見習いの少女。
パイロット版および5分間のミニ番組「ムジカ・ピッコリーノ カルテ」では主要人物として登場する。担当楽器はトランペット。
シーズン1ではすでにピッコリーノ号を降りており、優秀な成績でムジカ・アカデミーを卒業し、ムジカ・ドクターの最終研修に入る予定となっている。シーズン1第20話でムジカ・アカデミーに忍び込んだアリーナと出会い、テンペスタについての詩「はるか昔のメロディーが 嵐の中に消えていく 翼のはえたオルゴールよ 永久にはばたき鳴りひびけ」を教える。

### メロトロン号編の主要人物
リヒャルト船長
演 - 鈴木慶一
メロトロン号の船長で、シーズン3・4の出演者ではトップにクレジットされる。これまでに数々のモンストロを治療し、天才と言われたムジカ・ドクターであり、ローリー司令官の先輩にあたる。中には1000体のモンストロを一気に蘇らせたという逸話もある。
ピリオドモンストロの発掘を「男のロマン」と称し、情熱を燃やしている。ピリオドモンストロが有する楽器が何かわかった時やなにかを閃いた時に「ユリイカ！」と叫ぶ癖がある。担当楽器は鍵盤楽器やギター、ベースなど。
最終回ではローリー司令官から銅像を建てると言われたが「挑戦して失敗しにくくなる」と断った。

エリオット
演 - 戸松恵哉
ムジカ・アカデミーを出てはいないが、リヒャルト船長に憧れてメロトロン号に乗務している少年。
モンストロスキャナーなどの機材を使ってピリオドモンストロを分析するのが得意。担当楽器は鍵盤楽器。実はローリー司令官の息子である。

ポン・ジョルノ
演 - ASA-CHANG
メロトロン号のパイロットで、ピリオドモンストロ発掘作業のリーダー的存在。担当楽器はドラムなどの打楽器。

ゴーシュ
演 - 徳澤青弦
メロトロン号の乗組員の1人。担当楽器はチェロ。
出会ったピリオドモンストロを絵に描く業務も担当している。

ゴンドリー
演 - ゴンドウトモヒコ
メロトロン号の乗組員の1人。担当楽器はユーフォニウム。
ジンドリーという弟がいる。

ドクトル・ジョー
演 - オダギリジョー
シーズン4に登場する謎のムジカ・ドクター｡
「Mr.グレープフルーツ」と名乗り、ブートラジオを使ってメロトロン号にメッセージを送る。移動手段はブートラジオ発信器を兼ねた気球。ムジカ・ドクターを名乗りながらピリオドモンストロを治療する際はカケラやヒントを与えるだけで、その後はアリーナ達に任せきりにするなど謎が多い。「な～んか気になる」が口癖。
幻と言われるメロトロンのピリオドモンストロの行方を追っており、その過程でメロトロン号に関心を持つ。
実はローリー司令官の同期で、ムジカ・アカデミーに属しながら卒業試験間近で行方をくらませており、厳密には正式なムジカ・ドクターではない。司令官曰く自分に匹敵するほどの才能の持ち主であり、彼は一度もジョーに勝てたことがなかった。
『特別編』第2話では、アリーナがメロトロン号の仲間達にムジカ・ドクター試験合格の報告をしているところへ現れ、メロトロン号の仲間達とともにアリーナを祝福した。

### アポロン5号編の主要人物
レオ
演 - 奥田弦
アリーナと共にムジカ・ドクター最終試験を受ける候補生の1人。担当楽器はピアノ。
当初は自分が優秀な事や知識が豊富な事を鼻にかけており、上から目線の言い方や挑発的な態度が目立っていた。アリーナの事も「ちょっと有名になったくらいで調子に乗っている」と見下しており、初対面から言い争ってばかりいた。思い通りにいかないと舌打ちをする癖がある。その自己的な性格のせいで前回のムジカ・ドクター試験を失敗しており、今回で2回目である事が発覚する。しかし、アリーナに「もっと私たちの話を聞いてよ」と言われたのを機に自己的な性格が少しずつ改善されていき、第17話では前回の試験で治療できなかったモンストロ “オンディーナ” を治療することに成功した。
仲間と協力する大切さやまだまだ自分が知らない音楽が沢山ある事を学んでいき、試験合格後は演奏だけではなく技術力も磨きたいという願いからムジカ・アカデミーの研究室へ行く事を決める。
シーズン6第10話にも登場。ジュリオのことを年上にもかかわらずお互いに「くん」づけで呼んでいた。自分の報告が早く終わったことと、ジュリオの報告書に興味があるという理由で、1日早く報告書を持ってきてしまったジュリオの報告書を受け取るようローリー司令官に促す。

ルチオ
演 - ケンタロウ
アリーナと共にムジカ・ドクター最終試験を受ける候補生の1人。担当楽器はチェロ。
アリーナの噂はピッコリーノ号時代から聞いているようで「ずっと会ってみたかった」と喜び、気さくに接する。レオとアリーナのケンカの仲裁役もしている。
遭遇したモンストロの写真を集めるのが趣味で、捜索に行く時は小型のスプリングカメラを下げている。その為か観察力にも優れている。それもあり第5話時点は司令官からレポートを「ピクニックかと思っている」と酷評されていた。
読書が大好きで、本の中にある情報こそ絶対だと思っており、多少だが融通の利かない所がある。しかし、アリーナ達と切磋琢磨するうちに、本だけではなく、自分で考えたりしなければ分からない事もあると学んでいき、試験合格後は最初にお世話になったガルバルディ号に乗る事を決める。
偵察のためにやって来たピッピに出会って一目惚れし、彼女の為なら少々見栄を張ってしまう所も見られる｡
『特別編』第3話ではピッピに会いたいためにハッチェルの元へ行くアリーナに同行。ピッピに「一人前のムジカ・ドクターになったら伝えたい事があるから待ってて欲しい」と約束を交わす。

ブルーノ
演 - 武嶋聡
アポロン5号の機関士。担当楽器はサックス。
これまで多くのムジカ・ドクター候補生を見送ってきたベテラン｡お菓子作りが得意という意外な一面がある。夜はウイスキー入りのチョコを食べながらサックスを吹くのが密かな楽しみらしい。
『仲間と一緒に協力する』事を何よりも重んじており、喧嘩ばかりするレオとアリーナにも厳しく叱責する。一方でハッチェル達の力を借りたことにより減点された際は「彼らを乗せたのは自分の責任」「外の人との交流も大事だと思う」と3人を庇った。
シーズン8第2話にも登場。故障したベルカント号の修理とモンストロ「プレドリ」の治療に協力した。ジュリオやロッソとも面識があり、ロッソに機関士の道を勧めた人物であることが判明した。去り際には「光り輝くモンストロがムジカオーブを落とす」とヒントとなるおとぎ話を話していった。

### ベルカント号編の主要人物
ジュリオ
演 - オカモトショウ
シーズン6の主人公。ベルカント号の船長。担当楽器はパーカッション。
新米船長という事もあり、熱血漢で威勢はいいが、どこか抜けている所があり、驚いたりハイテンションになると「ワーオ!」や英語発音が飛び出す癖がある。また、シーズン6で舌を打つ曲でモンストロを治療して以来、舌を打つ癖がある。『ミラージュボール』という道具を使って土地の記憶を引き出すことが出来る。
アカデミー時代はかなりの落ちこぼれであり、シーズン6の司令官とモレッティの会話によると成績は万年最下位だったため、アカデミー卒業までに10年もかかったという。また、外伝『時計台のモンストロ』では、シエリから研修2日目の朝に21分33秒遅刻してきたり、初めての試験で23点を取ったりしていたことをばらされた。
シーズン8第18話で、ムジカリブロを作ったクレイオ家の末裔であることが判明する。第20話ではベルカント号を降り、ムジカリブロに残って研究をする旨を明かした。
シーズン10第12話にも登場。アルカ号を見て興奮していた。舌を打つ癖や口癖の「ワーオ!」は健在で、アルカ号のメンバーも真似をしていた。ミラージュボールもルネッタの助言により再使用した。
最終回ではルネッタを除く元ベルカント号のメンバーがムジカリブロに集合しているところに司令官からの電話を受け、思い出を振り返りつつ司令官の計画に助言する。

ロッソ
演 - 長岡亮介
ベルカント号の機関士。担当楽器はギター。ジュリオとは反対にしっかり者で彼のフォロー役。元ムジカ・ドクターでありながら機関士になった異色の経歴をもつ。裏声の使い手。
ジュリオによるとドクター時代は「ポッソ」という人物と2人組で活動をしていたのだが、ある日突然解散してしまったらしい。また、マーティが来るまでは彼が料理当番を引き受けていたのだが、一度味を褒めると同じメニューが何日も連続で出てくる事がざらで、酷いときは3週間同じメニューだった。
シーズン8ではムジカドクターに戻りたいという描写が時々見られるようになり、ルネッタの後押しやそれを小耳に挟んでいたローリー司令官に第20話でドクター復帰を認められた。

フローラ・ミラネッティ
演 - 高沢英
ピッピと共にベルカント号の乗組員となった新人研修生。担当楽器はサックス。
名家のお嬢様らしく内気でちょっとオドオドしており、恥ずかしがり屋な部分もあるが、ジュリオの励ましと『アイドル』の回で迫力のある歌声を見せてかっこいいムジカ・ドクターになると決め、次第に強気になっていく。実は両親に黙って家を抜け出していた事がシーズン6後半で発覚し、実家へ強制的に返されてしまうが、彼女自身とローリー司令官の熱心な説得によってベルカント号に復帰することになった。
一時期、家で “ティノ” という名のモンストロを飼っていたことがあり、ムジカ・ドクターになったのはこのいなくなったティノを探すためであった。シーズン7からは『ディストミスト』の話を聞き、ティノが巻き込まれていないかと心配で不安症になっていくもピッピの叱責で立ち直り、ディストミスト消滅後、霧が晴れた中から倒れているティノと再会し、無事治すことに成功した。
シーズン8第19話で1人、ムジカリブロに閉じ込められるというアクシデントが発生するが、そこにいたモンストロを今までの全力で治療する。第20話ではムジカドクター合格を言い渡され、ジュリオの後任のベルカント号船長に任命される。
特別編『船員たちの夢物語 フローラの夢』では、演奏したことのない楽器を前に不安を募らせるも、ティノに励まされ夢の中のモンストロを治療する。

ジャンゴ
演 - 近藤利樹
シーズン6以降に登場する少年。担当楽器はウクレレ。大阪弁に似たニュアンスの喋り方をする。
家族とはぐれ空腹になって倒れていたところをジュリオ達に発見され、ピッピの紹介により一時保護という形でハッチェル楽団の一員となった。フローラにひとめ惚れした様子で、親指ピアノをプレゼントしたりしている。
シーズン7ではディストミストから逃れるため安全な場所に避難しており、ハッチェルとは一時別行動中だったが、11話で再合流した。その後はディストミスト消滅作戦のため共に協力する。
シーズン8冒頭で家族が見つかった事でハッチェル楽団を脱退。そのせいでハッチェルはひどく落ち込んでしまう。シーズン8第20話では回想で少しだけ登場したほか、最終回では他のレギュラーともどもクレジットされた。
アニメーションで登場したことはなかったが、最終回終了後アニメーション担当の中内がTwitterにてイラストを公開した。

マーティ
演 - マーティ・ホロベック
シーズン7から登場するベルカント号のシェフ。得意楽器はベース。
あらゆる食材を見事に扱う凄腕料理人で、好きな言葉は「がんばるぞ」。
最終回ではベルカント号の仲間と共に再登場、乗組員とハッチェルにコロッケを振る舞った。

### アルカ号編の主要人物
シエリ
演 - 藤原さくら
ジュリオと同級生だったムジカ・ドクター。優秀だがものぐさで毒舌な所があり、ジュリオをわざと平凡アクセントの方で呼ぶ(字幕では「ジュリ男」表記)。シーズン9序盤ではアルカ号の人たちに心の声で毒を吐くことも。
初登場は、外伝『時計台のモンストロ』。ローリー司令官の指令で一緒にモンストロの治療をするためベルカント号に合流した。幼い頃、モンストロの治療をしに行ったきり帰ってこなかった父親のクロノスの事を気にかけている。
シーズン9では主人公となる。これまでずっと1人でいたことをローリー司令官は気にかけており、ピットインのお願いの電話を受けたのを機にアカデミーに呼び出されるが、雷に打たれてフンギの森に不時着してしまい、トット達と出会う。アルカ号になじんで以降は単独行動を好むスピカを演奏に誘ったり、トットをアカデミーに入学させる為に育成する事を志すようになるなど、変化が見られるようになった。
しかし、アルカ号の面々に疑いの目を向けたローリー司令官によって一度はアカデミーに連れ戻されて軟禁されてしまうも、仲間達と共にモンストロ “スピアーレ” を治療し、そのモンストロに乗って脱出、その後連絡を受けて、アカデミーに墜落したモンストロの治療を経て、ローリー司令官から正式にアルカ号の搭乗を許可され、シーズン10ではトットの先生として正式に指導を担当している。
「シエリノート」という日記を携帯しており、モンストロを治療する際に参照することがある。シエリノートはシーズン9第16話でトットと別れる際にトットにプレゼントしたが、その後アルカ号への再合流に伴いシエリのもとに戻ってきている。

フォリア
演 - 伊澤一葉
かなり変わり者で偏屈な性格のアルカ号の船長。シエリが来るまではモンストロやムジカドクターについて全く知らず、最初はモンストロを携帯コンロに改造しようとしていた。音楽についての知識は少し心得があり、ピアノやアコーディオンといった鍵盤楽器の演奏が上手い。
喧嘩も強く、フンギの森では負け知らずらしい。

トット
演 - 暦
船の修理師を目指す少年。ムジカドクターではないのに何故かモンストロの探索機を所持している。彼もモンストロについては全く知らなかった上に音楽知識も皆無だったが、シエリとモンストロの治療していく事で少しずつ興味を持つようになり、ムジカドクターを志す様になる。
第13話ではシエリを見返そうとルッチョラと2人きりでモンストロを治療しようとしていた。
シーズン10では「ムジカドクター見習い」という肩書がついた。

ルッチョラ
演 - 伏見蛍
シーズン9第4話から登場したアルカ号の住人。得意楽器はギター。陽気な性格で掃除、洗濯、料理など何でもできる。その腕からか、フォリアの独断でルネッタがいなくなった後のアルカ号の操舵手に任命され、ルネッタの指導の下練習に励んでいる。
フォリア同様モンストロやムジカドクターの知識は全くなく、初登場時はモンストロを「モンタロー」と間違えて呼んでいた。
シーズン10では「機関士助手」という肩書がつき、引き続きルネッタに運転を教わっている模様。

スピカ
演 - アヤコノ
シーズン9第7話から登場したアルカ号の住人。得意楽器はベース。
単独行動を好み、森にいることが多かったが、シエリの誘いにより一緒に演奏することの楽しさを見出した。
雷が落ちそうなときに「ゴロゴロ」と言うなど、意味が分かりにくい言葉で自分の見えたことを伝えることがある。

### ローリー司令官とモレッティ連絡官
全シーズン通して準レギュラーとして登場。
ローリー司令官
演 - ROLLY
呼称は司令官。ピッコリーノ号メンバーの上司にあたる人物で、普段はモレッティを従えて別行動をとっている。ムジカ・アカデミーの学校長。
シルクハット姿と女口調ながら慇懃な口調が特徴。規則や規律を重んじる厳格な性格で非情な命令を下す事もあるが、才能のある者や実力を認めている者に対してはある程度の融通を利かせる、柔軟性のある人物（下記参照）。常にギターを携行している。
ピッコリーノ号の食料消費量が増えたことを不審に思い、抜き打ち査察で部外者のアリーナの存在を知る。当初はすぐ下船させるべきだと主張するが、ドットーレ達の懇願により、テストを受けることで一時的に容認すると譲歩した。その後もアリーナには厳しい態度を取り続けているが、報告書を書かせたり、ムジカ・ドクターの目的やモンストロの存在理由を勉強するよう指示したりと成長を促し、最終的にはアリーナをムジカ・アカデミーに入学することを許可し、それ以降も彼女の成長を見守っている。
初期のころは「ドットーレ」を「ドツトーレ」と呼ぶなど、促音を清音に変換して言う癖があった。
シーズン3終盤では、息子であるエリオットをメロトロン号から連れ戻そうとするが、引き続き乗務したいというエリオットをとりあえず許し、見守っている。
ドクトル・ジョーとはムジカ・アカデミー時代の同期で、自分と同等の才能と知識を持っていながら最終試験をあっさり投げ出した彼を未だ恨んでいる。その最終試験でたった一人きりになって挫けそうになった時、自分を励ますギターの声が聞こえてきた事で立ち直った経験から､『楽器は心のお友達』を信条にしている。
過去に治すことのできなかったモンストロをもう一度治療するためにスクラップマウンテンへモレッティと共に自ら赴きリヒャルト船長らメロトロン号メンバーと共にアコースティックギター・エレキギターのモンストロ “ギースケ” の治療、演奏に参加した。
アリーナやピッピに「おじさん」と呼ばれると激怒し､「おじさんじゃなぁーい!!」と叫ぶ。このとき初期のころはギターをかき鳴らしていた。フローラから「おじ様」と呼ばれても同様に「おじ様でもなぁーい!!」と怒る。
シーズン6では実家に黙って研修に来ていたフローラを叱責、その影響でベルカント号のメンバーが解散危機に陥る。その後のメンバーの活動によって話が帳消しになっても「それとこれとは話は別」と称してフローラのことを連れ帰ってしまう。しかし、その才能と熱意に感心して何度もミラネッティ家に足を運び、彼女の両親を説得したのちベルカント号に復帰させている。
シーズン9ではずっと優等生ながらも一人でいたシエリを心配しており、不時着した後も自分の言い方が悪かったかもとずっと気にかけている一方で少々過保護すぎるところがあり、アルカ号の面々を「シエリの事を唆しているのでは」とモレッティが考えた際にわざわざアカデミーごとシエリのいるアルカ号に赴いて強制帰還命令を下し、アカデミーに軟禁状態にする程。
最終回では、モンストロ博物館建設計画をアルカ号のメンバーに伝え、どのモンストロを展示するか悩んでいた。そして、ムジカ・ドクター達の活躍に感化されて再び旅に出たいと思い始め、博物館建設後は司令官の座を降り、モレッティに後を任せてアカデミーから去った。

モレッティ連絡官
演 - 森啓一朗
ローリー司令官と常に行動を共にしている連絡官。エリオットの事は「坊っちゃん」と呼んでいる。
常に冷静沈着で表情をほとんど変えないが、ローリー司令官からの伝言をドットーレ達に伝える際さりげなくローリー司令官の物真似をするなど、わずかながらお茶目な面もある。
ローリー司令官とはムジカ・ドクター試験以来の仲で、自分がモンストロの治療に上手くいかず諦めていた所に現れ、颯爽と立ち向かって行った姿を見てからずっと尊敬と敬愛を抱いており、ずっと彼の後をついて行こうと決めている。
シーズン7以降はおさらい回での進行を担っている。
『船員たちの夢物語 ジュリオの夢』では彼と瓜二つの車掌が登場した（声も森が担当）。

### ゲストキャラクター
エマ
演 - 遠藤留奈
シーズン1第19話に登場。ペペの知り合いのラポカ地区に住んでいる女医。モンストロ「カミニート」と共に暮らしている。発熱したアリーナを治療した。
ぺぺとは元々恋人同士の間柄であり、かつて彼からバンドネオンを贈られたが、その思いには気づいていない様子。

モルテ
演 - 奥村勲
シーズン1第21話に登場。幽霊のような青白い肌を持つ男性。治る見込みのないモンストロばかりが集まるモンストロの墓場・モルス渓谷で墓場の番人をしている。

クラウディア
演 - AYASA
シーズン1第22話に登場。ヴィオリーノ号のムジカ・ドクターの女性。担当楽器はヴァイオリン。独り立ちする以前にピッコリーノ号でドクター見習いをしており、ドットーレと面識がある。父親が治せなかったモンストロ「シンフォスティ」の行方を、4年間単独で追っていた。

バレッティ
演 - 首藤康之
ウィンター☆スペシャル『真冬の夜の夢』に登場。踊りを専門とする「北のモンストロ研究所」の所長。様々なモンストロの部品を繋げてモンストロを修復しようと試みている。身体が弱くて咳をしている事が多いが、バレエを踊る。

ネーベ
演 - 東海林愛美
ウィンター☆スペシャル『真冬の夜の夢』に登場。バレッティの助手。バレエを踊る。

ヨハン
演 - 古澤巌
シーズン2第7話に登場。「移動研究所」の研究員。モンストロの異常飛行について研究している。ヴァイオリンを演奏する。

カルロ
演 - 有田純弘
シーズン2第11話に登場。モンストロの回収員。バンジョーを演奏する。

ビアンカ
演 - 谷内里早
シーズン2第1話で初登場。ムジカ・アカデミーでのアリーナの同級生。ヴァイオリンを演奏する。秘密結社「ガルディアーノ」の一員であり、空中要塞でモンストロを修理している。

フランツ
演 - 小森輝彦
秘密結社「ガルディアーノ」の一員で、ビアンカとともに空中要塞でモンストロの修理に携わっている男性。

ゾンビ
演 - ケント・モリ
シーズン5第11話に登場。モンストロ「ムーン」とともに現れた。レオとルチオは腰を抜かして逃げたが、アリーナとは心を通わせ、ムーンを治療するヒントをくれた。その後、演奏シーンで一緒にダンスを披露するが、演奏終了後にはどこかへと消えていた。

カルタ
演 - 東谷英人
シーズン6第19話に登場。ベルカント号解散の際にモレッティの指示のもと差し押さえの作業を担当した。

リヒト
演 - 島田裕仁
外伝『森と明かりとモンストロ』に登場。モンストロ「グランダムール」が眠る森の住人の少年。森にいつかやってくる「救世主」の事を待ち続けている。ロッソのギターの音で「グランダムール」の光が消えてしまった事で、治療しにやってきたジュリオ達を犯人と勘違いしてしまう。『グランダムールには音楽の音を聴かせ、歌ってはいけない』という森の掟を頑なに守り続けているが、治療の為に歌を歌いたいとモナが意思を示した時はそれを仕方なく承諾し、自身も協力した。

モナ
演 - 内田未来
外伝『森と明かりとモンストロ』に登場。モンストロ「グランダムール」が眠る森の住人の少女。森にいつかやってくる「救世主」の事を待ち続けている。非常に無口な性格で自らはあまり話そうとせず、話したい事があるとリヒトに耳打ちをするが、美しい歌声の持ち主。また、耳も良い。

クロノス
演 - 津田寛治
外伝『時計台のモンストロ』に登場。シエリの父親。元々はムジカ・ドクターであったが、治療しに向かった時計台型の超大型モンストロ「メルクーリオ」の内部に入り、その美しさに魅入られてどうしても治したいと長い間、研究に没頭していた。仕上げの演奏の時は仕掛けを起動させるため1人メルクーリオの内部に残り、あわや道連れになるかと思ったが、隠し持っていたパラシュートを使ってギリギリで脱出。シエリと共に帰路についた。

ポッソ
ロッソのムジカ・ドクター時代のパートナーで、得意楽器はギター。姿はシーズン7にて写真のシルエットのみの登場だった。かつては揃って名の知れた活躍をしていたが、ある日突然解散してしまった。
シーズン8第16話にて、ロッソにムジカドクターに戻らないかという手紙を出してくる。

シゲジー
演 - 森山繁
シーズン7第6話に登場。ドールという太鼓を携えた、タンブローニ地方の住人。ディストミストから避難する最中にモンストロ“トゥルットゥ・ルットゥ”のドールの音色を聞きつけ、ジュリオ達と出会う。一緒に治療に参加し、ベルカント号で安全な場所まで送ってもらった。

フランコ3世
演 - リリー・フランキー
シーズン10にて存在が語られていたムジカムンドの王。第20話で登場し、名前もその時に判明。
シーズン10冒頭にて、謎が眠るアルカ号を欲しがり、ローリー司令官を通してアルカ号を譲るようアルカ号のメンバーに迫る。その後、アルカ号のメンバーの調査の結果モンストロが必ず壊れるように設計されていると知った際は、ムジカドクターおよびムジカアカデミーを無意味と思い、ムジカドクター全員失業、ムジカアカデミー廃校という決断を下してしまうが、司令官の呼びかけに応じ、第20話でアルカ号のメンバーがモンストロを治療するところを静かに視察する。その様子を見てムジカアカデミーの廃校を撤回した。

マズロー
シーズン10にて存在が語られた、かつてアルカ号を使っていたモンストロの作成者。現在は故人で、丘の上に墓がある。
工場都市で研究をしており、アルカ号からの移動はオリーブ号で行っていた模様。モンストロを必ず壊れる設計にしたが、それには音楽をいつまでも忘れないこと、時には変化していくということを理解させるためだった。

カペル
マズローの弟子。こちらも存在のみ語られた。
アルカ号に日記を残しており、アルカ号メンバーがマズローのモンストロの開発の様子を読み取っていた。また、ムジカアカデミーで使われる教科書の著者でもある。

#### メロトロン号の乗組員
シーズン3・4にゲストとして登場。ピリオドモンストロの楽器が何なのかわかった際にリヒャルト船長に呼び出される。
『特別編』第2話ではアリーナが人数を数えるという名目で全員が回想で再登場したほか、最終回で数人が紹介された。
ミルコ
演 - 吉沢実
リコーダーの専門家のリーダー的存在。

リコーダーの専門家達
演 - 栗コーダーカルテット

ミスターエイチ
演 - H ZETT M
ピアノの専門家。

ティコ
演 - 土生剛
スティールパンの専門家。ミルキーら3名のスティールパン専門家を率いている。

アガ
演 - 上妻宏光
三味線の専門家。

カーシャ
演 - 池田絢子
タブラの専門家。占い師。

グラジーオ
演 - 山根篤
バグパイプの専門家。

レニーオ
演 - SINSKE
マリンバの専門家。

タニッチ
演 - 谷口英治
クラリネットの専門家。

DJワンツー
演 - DJ1,2
ターンテーブルの専門家。

セン
演 - 千賀太郎
ハーモニカの専門家。

シルヴァ
演 - フランシス・シルヴァ
パンデイロの専門家。

エリック
演 - エリック・ミヤシロ
トランペットの専門家。

ヨシダール・カーン
演 - ヨシダダイキチ
シタールの専門家。

ケトール
演 - 植松透
ティンパニの専門家。

クララ
演 - やの雪
テルミンの専門家。

モリカワ
演 - 森川浩恵
箏の専門家。ややお調子者。

メアリー
演 - 大橋エリ
グラスハープの専門家。

パトリシア
演 - 金子亜未
オーボエの専門家。新しくメロトロン号に搭乗してきた新人。

キリコ
演 - KiRiKo
二胡の専門家。
シーズン8第9話にも登場。ピッピとフローラの調査員として2人を試し、一緒にモンストロを治療した。
ジュリオとはアカデミー時代の同級生で、彼のことは「ジュリくん」と呼んでいる。

トドロキ
演 - TAKUYA
和太鼓の専門家。

マーヤ
演 - 曽根麻矢子
チェンバロの専門家。

ジンドリー
演 - 木村仁哉
チューバの専門家で、ゴンドリーの弟。

レン
演 - 高田漣
ペダルスティールギターの専門家。

マラケーニョ
演 - ファンカルロス・ロペス
マラカスの専門家。

プリマ&ペスカ
演 - チャラン・ポ・ランタン
アコーディオンの専門家。
アコーディオンを持っているのが姉のプリマ（演 - 小春）で、ブタのぬいぐるみを持っているお喋りな方が妹のペスカ（演 - もも）。

シニョーレ・ハマー
演 - ハマ・オカモト
エレキベースの専門家。

## 用語
ムジカムンド
かつて音楽で栄えた王国だが、1,000年前に起こった大災害“テンペスタ”によって地上のすべてのものが消滅してしまった。
しかし、テンペスタの到来を事前に予測しており、急ぎで空中都市を建造し地上を捨てた。
その結果として今では、浮遊島が多数存在し、地上には忘れられた名曲が傷ついたモンストロとなってさまよっている。

テンペスタ
1,000年前にムジカムンドを襲った大災害。地上すべてが飲み込まれ、太陽の光も届かなくなる恐ろしい災害。

ムジカ・ドクター
各地を旅しながら、傷ついたモンストロを治療することを目的とする医者。
ここでいう“治療”とは、個々のモンストロが有する名曲の特徴を掴み、モンストロが記憶を取り戻す手助けをすることを指す。そのため幅広い音楽知識と演奏スキルが必要となる上に、最低でも1つは得意な楽器を所有している事が必須であり、アカペラといった楽器を用いない方法はあまり見られないとされている。
シーズン4にてモレッティがこの活動を「重大かつ厳粛な活動」と言っており、評判の割にはあまり公にはなっていない様子で、シーズン9におけるフォリア達など、この活動を知らなかった者もいる。

モンストロ
作中では ”怪獣” と定義されている。テンペスタから音楽を救うために作られた楽曲記憶装置(オルゴール)。開発者は初代アルカ号船長・マズロー。世界中を飛び回り、過去の音楽を人々に伝える事が役割。
数百年前に人々が地上に降り立った際には誰もその存在を覚えておらず伝説の存在とされたが開拓が進むにつれ部品や破片が発見されたことで賢者たちがムジカムンドの過去を研究し、モンストロが音楽の記憶装置だったことが突き止められた。
基本的に何かの動植物と楽器を合成したような風貌をしており、古めかしい金属のような体躯であることは共通している。人型のものもいる。
1体につき、現実世界の名曲を1つ有していて、それを鳴き声で表現する。ただし傷ついて記憶を失っているので、断片的にしか自分の曲を表すことができず、それをムジカ・ドクターによって ”治療” してもらうことで、記憶（曲）を甦らせることができる。治療が進むにつれ、段階的に変形し、完全に記憶を取り戻すと必ず空を飛んでいずこかへと飛び去る。どれだけ治療してもある周期毎に『必ず故障してしまう』ことが後に判明するが、その真意は音楽が時代の流れによって日々変化するように、人から人へ伝わっていく度に新たな音楽と姿を得て生まれ変わっていく、言わば「成長していく機械」であったため。
ペングウィーゴやヨーデンなどの個体名を持ち、シーズン2以降に登場するものは曲の歌詞や歌手、作られた世界背景などにちなんだモチーフが反映したデザインになっている。作中に登場したモンストロに関しては、#放送リストを参照。

ピリオドモンストロ
ムジカムンドの地中に眠っているモンストロ。その歴史はモンストロよりも古く、楽曲では無く楽器の音そのものが閉じ込められており、楽器をそのまま生物化させた様な風貌が特徴。
その記憶と一致する楽器の音をムジカドクターが聴かせることによって、長い眠りから目覚めるとされており、その楽器の音とよく似た形状をしている。「カケラ」と呼ばれる一部分を「モンストロスキャナー」にかけることにより、その楽器を解析することができる。

ピッコリーノ号
ドットーレ以下シーズン1・2のレギュラーメンバーが移動に使う旧型の王室専用長距離飛行船を改造した乗り物。
潜水もできるが着陸はできないので、着陸の必要がある場合はオープンカーの「トロンバ号」を使い、本船は空中待機している。
演奏は必ず船内にある演奏室に戻って行う。演奏室からスピーカーを通じて音楽を流し、モンストロに聞かせる。ピッコリーノ号以外にもムジカ・ドクターを乗せたいくつかの船が存在し、すべてローリー司令官の監視下にある。
演奏室以外にも機関室をはじめ居住スペース、資料室などに加え、時折トロンバ号を使って移動することから収容スペースも確保しており、見た目よりかなり広いことが分かる。
過去には、シンフォスティから体当たりによる攻撃を受けているが墜落しないほど頑丈。しかし、嵐や雷、エンジン不調で不時着を強いられる場合も多い。

メロトロン号
シーズン3・4のレギュラーメンバーが乗るヤドカリ型の乗り物。船体下部の8本の足で歩いて移動するほか、シーズン3の途中からは飛行機能を多用する。
ピリオドモンストロを目覚めさせるために必要な文献、モンストロスキャナー、大型の外部スピーカーなどを装備し、さまざまな楽器の専門家が乗組員として乗り込んでいる。
元々は、幻と言われる「メロトロン」のモンストロの発見・治療のために作られた。ヤドカリ形をしているのも、メロトロンのモンストロに似せて作ったからである。

アポロン5号
シーズン5のレギュラーメンバーが乗る、魚型の乗り物。ムジカ・ドクターの最終試験に使用されている。
かなりの年月に渡って使用されている又は整備が行き届いていないようで、シーズン5の当初からいきなりトラブルに見舞われている。
1号から4号までの所在は不明。

ベルカント号
新米船長のジュリオのために、ローリー司令官が与えた魚型の船。名前は「美しい歌」を意味。かなりのオンボロ船だが、ロッソの改造によって一部高性能化されている。
さらに船内はジュリオの集めた骨董品で溢れかえっているため、埃まみれの箇所もたくさんあり、フローラが顔を顰めていた。
また、テンペスタが起きる以前の人々の生活などを記した貴重な資料も存在する。

アルカ号
フォリアとトット達が住居として暮らしている飛行船。名前はイタリア語で「方舟」という意味。様々な建物が飛行船の上に乗っかったような豪華絢爛な出立ちだが、謎に包まれた船。
何らかの原因で「フンギの森」の奥底に沈没し、長年放置された事でボロボロになり、まったく動かない状態に陥ってしまっていた。操縦機が今の船と比べて古いが、他の船と同じようにモンストロを感知するレーダーが備わっている。
船に迷い込んだモンストロを治療する度に機能が回復する兆しを見せ、第7話で設計図に書かれた楽譜を元にシエリ達が演奏した事で完全に回復し漸く飛んだ。
ムジカ・アカデミーのテンペスタの絵画にはこの船に似た船の絵が描かれている。
シーズン9ラストにてナレーションで謎が多いことを示唆しており、シーズン10ではその謎に迫っている。

オリーブ号
生前のマズローが自身の住処のある工房都市に行き来する際に使われていた車。F1カーとウィンドシンセサイザーを組み合わせた様な形状をしている。フォリアがアルカ号内を探している時に見つけ出した。

ムジカ・アカデミー
数百年前にモンストロを治療して過去の音楽を蘇らせる計画が発足した際に王国によって創設されたムジカ・ドクターを養成する学校。クジラのような姿をしており、およそ500人が搭乗可能な超大型飛行船。ピッコリーノ号などと同様、空中に浮かんでいる。現在の学校長はローリー司令官。ドットーレやアルベルトもここの修了生である。テンペスタについて描かれた絵画が廊下の壁に飾られている。教育機関の役割のほかに各飛行船の燃料や食料の補給も担ってる。

ムジカ隊の高速艇
ムジカムンドでトップの飛行速度を誇る小型の飛行艇。ローリー司令官やモレッティ連絡官が乗船しているが、複数用意されているようでアリーナやシエリも使用していた。

フラウト号
アカデミーの職員や生徒が利用する小型車。安全性を確保するためにリミッターが備え付けられている。

カルロの回収船
モンストロや大型の部品を運搬するための飛行船。見た目よりもはるかに馬力があり、大型モンストロを牽引することも可能。
単独で運用することが多く、劇中ではフゥーロを移送した。

空中庭園
音楽の記憶を取り戻したモンストロが休息したり、メンテナンスを受ける場所。空中に浮かんでいる関係上、治療済みのモンストロしかたどり着くことは出来ない。

空中要塞
秘密結社ガルディアーノの秘密基地。岬の灯台にてフラメンカを治療した際に発見された。
ボスコネロと一体型の構造をしており、秘密結社設立前から空を飛んでいる。動力源はボスコネロであり、空中要塞の飛行に加え、エテルナの充電も行っている。

ムジカ文字
ムジカムンドで一般的に使われている文字。カタカナを上下反転させたものによく似ている。ただし数字は明らかにアラビア数字と思われるものが使われている。
一部のモンストロの体にも刻まれており、曲の歌詞である事が多い。

エテルナ
モンストロの動力エネルギー。中に青色の結晶が入っていて、先端部にはアンモナイトの意匠が施されている。「永久電池のようなもので、充電しなくても絶対になくならないエネルギー源」とされていたが、ビアンカらが所属する秘密結社「ガルディアーノ」の研究の結果、「音楽に反応してエネルギーを生み出す循環装置」であり、世界から音楽がなくなってしまうとエネルギーを生み出せなくなり、やがては止まって動かなくなることが判明した。
ほとんどはモンストロの体内に内蔵されているが、「プレゲロ」や「ティノ」のようにエテルナが剥き出しのままのモンストロも存在している。

ディストミスト
シーズン7に登場した、ムジカムンドにたびたび発生するという謎の霧。見た目は砂嵐に近い。その霧にのみ込まれると、旅する者はみな迷い、心を惑わされてしまうと言われている。さらにこの霧にのまれたモンストロは完全に壊れてしまうため、封じられている音楽は消えてなくなってしまう。消滅させるには、その霧に覆われていない場所に立つ3つの塔を起動しなければならない。

ムジカリブロ
シーズン8にて確認され、『クレイオ家』という一族が作ったとされる天空図書館。遥か大昔に過去の資料が保管された図書館ごと宙に浮かべたという伝説があり、ムジカムンドでは伝説上のものだと信じ込まれていたが、シーズン7でディストミストが消えた後に目撃情報が相次いだ為、ローリー司令官の指令を受けてベルカント号が見つける事になった。普通の方法では扉が固く閉ざされている為に入れず、入る為には光り輝くモンストロが落とす5つの失われた財宝「ムジカオーブ」と「クレイオ家の鍵」を集める必要がある。また、一度でも姿を表すと風船のようにどんどん上へと上がって行ってしまう。
実はクレイオ家の末裔はジュリオであり、クレイオ家の鍵とはミラージュボールのことであった。
シーズン10第12話にて再登場。マズローの住んでいる工房都市の情報もあった。

## スタッフ
- 企画 - 宇野丈良
- シリーズ構成 - 長江優子
- ロゴ/タイトル - くろやなぎてっぺい
- 演出
  - 2012年度（パイロット） - 宇野丈良（2012年度 - 2014年度）、五十嵐真
  - 2013年度（シーズン1） - 所雅俊、小林温志
  - 2014年度（シーズン2） - 吉澤美貴、藤塚智士（2014年度 - 2015年度）
  - 2015年度（シーズン3） - 石原淳平、藤塚智士、五十嵐真、和賀博史
  - 2016年度（シーズン4） - 石原淳平、藤塚智士、五十嵐真、遠竹真寛、小林麻衣子[17]
  - 2017年度（シーズン5） - 石原淳平、藤塚智士、遠竹真寛、和賀博史
  - 2018年度（シーズン6） - 石原淳平、藤塚智士、遠竹真寛、高橋真史、高橋のぶ、石田晃人[23]
  - 2019年度（シーズン7） - 石原淳平、遠竹真寛、高橋真史、石田晃人、高橋のぶ、吉澤みづき
  - 2020年度（シーズン8） - 石原淳平、高橋真史、石田晃人、吉澤みづき、阿部くらら、高橋のぶ
- 音楽制作
  - シーズン1・2 - ベイシスケイプ、TUCKER
  - シーズン3 - 9 - ゴンドウトモヒコ（愚音堂）[40][41]
  - シーズン5 - 9 - 網守将平[42][43]
- 楽曲ミックス・マスタリングエンジニア 
  - シーズン4 - 9 - 能美亮士[44][45]
- CGデザイン - TAKORASU[46]
- CG制作 - TRICK BLOCK
- 衣装デザイン - 酒井タケル
- イラスト - 石橋加奈子（シーズン1・2） - 高橋昴也（シーズン6 - ）[47]
- アニメーション -中内友紀恵[48]
- 制作 - 音楽・伝統芸能番組部、NHKエンタープライズ[1]
- 制作協力 - ディレクションズ
- 制作・著作 - NHK
- メロトロン号 操縦室制作 - 淀川テクニック[49]

## 放送時間
| シーズン                          | 回数   | 放送時間                                                                                     | 放送期間 |
| --------------------------------- | ------ | -------------------------------------------------------------------------------------------- | --- |
| パイロット版                      | 全3回  | 土曜日 8:25 - 8:35                                                                           | 2012年8月25日 - 9月8日 |
| シーズン1                         | 全24回 | 土曜日 8:25 - 8:35                                                                           | 2013年4月6日 - 9月28日 2013年10月5日 - 2014年3月29日（再） 2015年10月2日 - 2016年4月2日（再）                               |
| スペシャル番組（2013年）          | 全1回  | 8:00 - 8:30                                                                                  | 2013年12月30日 |
| シーズン2                         | 全20回 | 土曜日 8:25 - 8:35                                                                           | 2014年4月5日 - 8月23日 2014年8月30日 - 9月27日（抜） 2014年10月4日 - 2015年3月28日（再） 2016年10月7日 - 2017年4月1日（再） |
| スペシャル番組（2015年）          | 全1回  | 8:05 - 8:25                                                                                  | 2015年1月3日 |
| シーズン3                         | 全20回 | 金曜日 17:35 - 17:45 土曜日 8:25 - 8:35（再）                                                | 2015年4月3日 - 8月14日 2015年8月21日 - 9月25日（抜） 2017年11月3日 - 2018年3月31日（再）                                    |
| シーズン4                         | 全20回 | 金曜日 17:35 - 17:45 土曜日 8:25 - 8:35（再）                                                | 2016年4月8日 - 8月19日 2016年8月26日 - 9月30日（抜） 2018年10月5日 - 2019年3月29日（再）                                    |
| シーズン5                         | 全20回 | 金曜日 17:35 - 17:45 土曜日 8:25 - 8:35（再）                                                | 2017年4月7日 - 8月18日 2017年8月25日 - 9月29日（抜） 2019年10月4日 - 2020年2月28日（再）                                    |
| 特別編（2017年）                  | 全4回  | 金曜日 17:35 - 17:45 土曜日 8:25 - 8:35（再）                                                | 2017年10月6日 - 10月27日 2017年12月31日（再） 2020年3月6日 - 3月27日（再）                                                  |
| シーズン6                         | 全20回 | 金曜日 17:35 - 17:45 土曜日 8:25 - 8:35（再）                                                | 2018年4月6日 - 8月17日 2018年8月24日 - 9月28日（抜） 2020年5月22日 - 8月7日（再） 2020年8月28日 - 10月16日（再）            |
| シーズン7                         | 全20回 | 金曜日 17:35 - 17:45 土曜日 8:25 - 8:35（再）                                                | 2019年4月5日 - 8月16日 2019年8月23日 - 9月27日（抜） 2021年10月1日 - 2022年2月18日（再） 2022年2月25日 - 4月1日（抜）       |
| スペシャル番組 （2019年5月3日）   | 全1回  | 2019年5月3日 9:30 - 9:50 2019年10月19日 15:25 - 15:45（再） 2020年1月1日 16:20 - 16:40（再） | 2019年5月3日 2019年10月19日（再） 2020年1月1日（再）                                                                        |
| スペシャル番組 （2019年12月30日） | 全1回  | 2019年12月30日 9:10 - 9:30 2019年12月31日 17:30 - 17:50（再）                                | 2019年12月30日 2019年12月31日（再）                                                                                         |
| シーズン8                         | 全20回 | 金曜日 17:35 - 17:45 土曜日 8:25 - 8:35（再）                                                | 2020年4月3日 - 5月15日（初回・第7話まで） 2020年10月23日 - 2021年3月12日（再開後）                                          |
| 特別編（2020年）                  | 全2回  | 金曜日 17:35 - 17:45 土曜日 8:25 - 8:35（再）                                                | 2020年8月14日 - 8月21日 2021年3月20日（再、1話のみ）                                                                        |
| シーズン9                         | 全20回 | 金曜日 17:35 - 17:45 土曜日 8:25 - 8:35（再） 翌週火曜日 22:45 - 22:55（再）                 | 2021年3月26日（直前特番） 2021年4月2日 - 8月13日 2021年8月20日 - 9月24日（抜） 2023年4月 - 8月（再）                        |
| シーズン10                        | 全20回 | 金曜日 17:25 - 17:35                                                                         | 2022年4月8日 - 8月19日 2023年9月 - 2024年2月24日（再） 2024年3月2日 - 3月30日（抜）                                         |
| 最終回（2023年）                  | 全1回  | 水曜日 19:25 - 19:55 土曜日 10:15 - 10:45（再）                                              | 2023年3月22日 2023年4月1日（再）                                                                                            |

## 放送リスト
基本的には1シーズン20話。シーズン1のみ24話。

### ピッコリーノ号編（放送リスト）
| 話数 | 初放送日       | サブタイトル               | 演奏曲                            | モンストロ                   | 解説出演者 |
| ---- | -------------- | -------------------------- | --------------------------------- | ---------------------------- | ---------- |
| 1    | 2012年 8月25日 | モンストロと失われた記憶   | イエロー・サブマリン / ビートルズ | イポポタモス                 |            |
| 2    | 9月1日         | 巨大モンストロあらわる     | 交響曲第5番 / ベートーヴェン      | シンフォスティ               |            |
| 3    | 9月8日         | モンストロの足あとのひみつ | 谷茶前                            | サンチャ・タンチャ・メンチャ |            |

| 話数 | 初放送日      | サブタイトル             | 演奏曲                                              | モンストロ                     | 解説出演者                          |
| ---- | ------------- | ------------------------ | --------------------------------------------------- | ------------------------------ | ----------------------------------- |
| 1    | 2013年 4月6日 | ムジカ・ドクター         | 上を向いて歩こう / 坂本九                           | ペングウィーゴ                 | -                                   |
| 2    | 4月13日       | そろわない               | ハンガリー舞曲 / ヨハネス・ブラームス               | ブラーモス                     | -                                   |
| 3    | 4月20日       | サンドイッチ             | G線上のアリア / バッハ                              | ハモネス                       | よういんひょく                      |
| 4    | 4月27日       | 山の上のモンストロ       | ホルディリディア                                    | ヨーデン                       | 北川桜                              |
| 5    | 5月4日        | そーれ!                  | ソーラン節                                          | ヤーレン、ソーラン             | 伊藤多喜雄                          |
| 6    | 5月11日       | さわがしい街             | ジョニー・B.グッド / チャック・ベリー               | エレクトロ                     | -                                   |
| 7    | 5月18日       | まわる                   | 美しく青きドナウ / ヨハン・シュトラウス2世          | トゥルノキリエ、トゥルノドミナ | -                                   |
| 8    | 5月25日       | 出口をさがせ!            | ロボット / クラフトワーク                           | メカキヨ                       | 松武秀樹                            |
| 9    | 6月1日        | ウラ                     | ワン・ラヴ / ボブ・マーリー                         | スクチャカ                     | -                                   |
| 10   | 6月8日        | ねむけをふきとばせ!      | イン・ザ・ムード / グレン・ミラー楽団               | チー、チッチ                   | なすなかにし                        |
| 11   | 6月15日       | ふしぎな仲間             | ボレロ / モーリス・ラヴェル                         | フンギトーノス                 | -                                   |
| 12   | 6月22日       | 司令官登場               | -                                                   | -                              | -                                   |
| 13   | 6月29日       | テスト                   | イパネマの娘 / アントニオ・カルロス・ジョビン       | ジョビン                       | ヴィウマ・ジ・オリベイラ 長谷川久   |
| 14   | 7月6日        | 風のモンストロ           | コンドルは飛んでいく                                | パッサ                         | 永井秀樹 瀬木貴将 住宅正人 小山淳志 |
| 15   | 7月13日       | 食べちゃった!?           | I Got You (I Feel Good)/ ジェームス・ブラウン       | ガッタ                         | オーサカ=モノレール マイケル鶴岡    |
| 16   | 7月20日       | ムジカドクターの心得     | -                                                   | -                              | -                                   |
| 17   | 7月27日       | 重く速く                 | Aces High / アイアン・メイデン                      | メタロス                       | 冠徹弥 ケリー・サイモン             |
| 18   | 8月3日        | ポポイのポイッ!          | 東京ブロンクス / いとうせいこう＆タイニー・パンクス | ジャパラッパ                   | TUCKER 上鈴木タカヒロ 上鈴木伯周    |
| 19   | 8月24日       | 熱                       | La Cumparsita                                       | カミニート                     | 北村聡                              |
| 20   | 8月31日       | いざ! ムジカ・アカデミー | -                                                   | -                              | -                                   |
| 21   | 9月7日        | 鳴かない!?               | 4分33秒 / ジョン・ケージ                            | ケージ                         | -                                   |
| 22   | 9月14日       | ジャジャジャジャーン!    | 交響曲第5番 / ベートーヴェン                        | シンフォスティ                 | -                                   |
| 23   | 9月21日       | リズム・リズム・リズム   | ポリリズム / Perfume                                | ペンタ・テトラ・デルタ         | -                                   |
| 24   | 9月28日       | プレゼント               | 上を向いて歩こう / 坂本九                           | -                              | -                                   |

| 話数 | 初放送日      | サブタイトル        | 演奏曲                                      | モンストロ     | 解説出演者                             |
| ---- | ------------- | ------------------- | ------------------------------------------- | -------------- | -------------------------------------- |
| 1    | 2014年 4月5日 | 春が来た!           | 『四季』春 / ヴィヴァルディ                 | ヴィーヴァ     | 上尾直毅須磨和声                       |
| 2    | 4月12日       | いっしょに          | 恋はあせらず / スプリームス                 | トレフィーリエ | 亀渕友香＆The Voices of Japan ゴンゾー |
| 3    | 4月19日       | ガタンゴトン        | Chaiyya Chaiyya / A・R・ラフマーン          | チャーオーン   | -                                      |
| 4    | 4月26日       | センチメンタル      | 神田川 / かぐや姫                           | フゥーロ       | -                                      |
| 5    | 5月3日        | アリーナの隠しごと  | -                                           | -              | -                                      |
| 6    | 5月10日       | ブルー              | ラプソディ・イン・ブルー / ガーシュウィン   | ブルバレーナ   | -                                      |
| 7    | 5月17日       | ずれる              | カノン / パッヘルベル                       | トレメロ       | -                                      |
| 8    | 5月24日       | 夜に咲く花          | ラ・ヴィ・アン・ローズ / エディット・ピアフ | ローザ         | スブリーム 田ノ岡三郎                  |
| 9    | 5月31日       | 陽気に踊れ!         | ブラジルの水彩画 / アリー・バロッソ         | スルドン       | バランサ                               |
| 10   | 6月7日        | フゥーロを追跡せよ! | -                                           | -              | -                                      |
| 11   | 6月14日       | なつかしい場所      | 故郷へかえりたい / ジョン・デンバー         | オヴェスト     | -                                      |
| 12   | 6月21日       | スクリーン          | ゴジラメインタイトル / 伊福部昭             | ジガンテ       |                                        |
| 13   | 6月28日       | フラドンナ          | カイマナヒラ                                | フラドンナ     |                                        |
| 14   | 7月5日        | ブルルルル          | 長い道を                                    | リンガ         | 岸本力 北川翔                          |
| 15   | 7月12日       | 永久電池 エテルナ   | -                                           | -              |                                        |
| 16   | 7月19日       | ビアンカの地図      | 東京ブギウギ / 笠置シヅ子                   | エドギアーノ   |                                        |
| 17   | 7月26日       | 灯台の秘密          | Djobi Djoba / ジプシー・キングス            | フラメンカ     | 石塚隆充                               |
| 18   | 8月2日        | 3つの声             | 魔王 / フランツ・シューベルト               | ボスコネロ     | -                                      |
| 19   | 8月9日        | そばにいて!         | スタンド・バイ・ミー / ベン・E・キング      | プレゲロ       | -                                      |
| 20   | 8月23日       | 信じる気持ち        | -                                           | -              | -                                      |

| 初放送日       | サブタイトル | 演奏曲                                        | モンストロ         | 解説出演者                                       |
| -------------- | ------------ | --------------------------------------------- | ------------------ | ------------------------------------------------ |
| 2013年12月30日 | 真冬の夜の夢 | くるみ割り人形 / ピョートル・チャイコフスキー | スキャッチャノーチ |                                                  |
| 2015年1月3日   | 風           | 北風小僧の寒太郎 / 堺正章                     | カンタロー         | ジェロ 森山愛子 鳳蝶流 TOKYO TORiTSUこれで委員会 |

### メロトロン号編（放送リスト）
| 話数 | 初放送日      | サブタイトル           | 演奏曲                                                | ピリオドモンストロ                            | 解説出演者                     |
| ---- | ------------- | ---------------------- | ----------------------------------------------------- | --------------------------------------------- | ------------------------------ |
| 1    | 2015年 4月3日 | ピリオドモンストロ     | 聖者が町にやって来る                                  | トラップキッド （ドラムセット）               | -                              |
| 2    | 4月10日       | 4羽の鳥                | 木星 / グスターヴ・ホルスト                           | トップーフラジオレット （リコーダー）         | -                              |
| 3    | 4月17日       | たたく?                | トルコ行進曲 / モーツァルト                           | ポロンコルダ （ピアノ）                       | -                              |
| 4    | 4月24日       | あき缶                 | 帰ってほしいの / ジャクソン5                          | スティールヤーマン （スティールパン）         | 田村玄一 大野由美子 福田美由紀 |
| 5    | 5月1日        | メロトロン号の仲間たち | -                                                     | -                                             | -                              |
| 6    | 5月8日        | スライド               | チャタヌーガ・チュー・チュー                          | トロンボ （トロンボーン）                     | -                              |
| 7    | 5月15日       | 糸                     | 津軽じょんから節                                      | ツガル （三味線）                             | 澤田勝秋                       |
| 8    | 5月22日       | こする                 | リベルタンゴ / アストル・ピアソラ                     | チェリル （チェロ）                           | -                              |
| 9    | 5月29日       | アブラ カ タブラ       | ウィズイン・ユー・ウィズアウト・ユー / ビートルズ     | バーヤン、タブリン （タブラ）                 | -                              |
| 10   | 6月5日        | アリーナの報告書       | -                                                     | -                                             | -                              |
| 11   | 6月12日       | 音がとまらない!?       | 勇敢なるスコットランド                                | キルティ （バグパイプ）                       | -                              |
| 12   | 6月19日       | ひびく                 | 剣の舞 / アラム・ハチャトゥリアン                     | リンバルン （マリンバ）                       | -                              |
| 13   | 6月26日       | たくさんのかけら       | フライ・ミー・トゥ・ザ・ムーン                        | クラリンキュー （クラリネット）               | -                              |
| 14   | 7月3日        | レコード               | メロトロン号でパーティー                              | スクラッチャン （ターンテーブル）             | -                              |
| 15   | 7月10日       | 星空のむこう           | -                                                     | -                                             | -                              |
| 16   | 7月17日       | ふるわせる             | ライク・ア・ローリング・ストーン / ボブ・ディラン     | モニカ （ハーモニカ）                         | ハーモニカ・ライナーズ         |
| 17   | 7月24日       | 陽気にたたけ!          | マシュ・ケ・ナダ / セルジオ・メンデス                 | ミンゴ （パンデイロ）                         | 長岡敬二郎 佐藤奏              |
| 18   | 7月31日       | 心のおともだち         | サウンド・オブ・サイレンス / サイモンとガーファンクル | ギースケ （アコースティックギター）           | 三浦義孝 飯田裕之 海下智昭     |
| 19   | 8月7日        | 決戦! 巨大モンストロ   | ボーン・トゥ・ラヴ・ユー / クイーン                   | ジャイアントギースケ （エレクトリックギター） | -                              |
| 20   | 8月14日       | なかまたち             | -                                                     | -                                             | -                              |

| 話数 | 初放送日      | サブタイトル           | 演奏曲                                                       | ピリオドモンストロ                    | 解説出演者 |
| ---- | ------------- | ---------------------- | ------------------------------------------------------------ | ------------------------------------- | ---------- |
| 1    | 2016年 4月8日 | ブートラジオ           | Can't Give You Anything (But My Love) / スタイリスティックス | ピストゥーン （トランペット）         |            |
| 2    | 4月15日       | 大きな実               | Lag Jaa Gale / ラタ・マンゲシュカル                          | カーンピョーン （シタール）           |            |
| 3    | 4月22日       | 大きな鍋               | ツァラトゥストラはこう語った / リヒャルト・シュトラウス      | ペントラーペントラー （ティンパニ）   |            |
| 4    | 4月29日       | 見えない力             | 私のお気に入り / リチャード・ロジャーズ                      | ワンタズマ （テルミン）               |            |
| 5    | 5月6日        | ふしぎな手がかり       | -                                                            | -                                     | -          |
| 6    | 5月13日       | 謎のドクター           | 待ちぼうけ / 山田耕筰 〜 FIRECRACKER / Martin Denny          | コトフルヌー （箏）                   |            |
| 7    | 5月20日       | かくれた音色           | 主よ、人の望みと喜びよ / J.S.バッハ                          | グラッシェリー （グラスハープ）       |            |
| 8    | 5月27日       | 1枚? 2枚?              | ダッタン人の踊り / アレクサンドル・ボロディン                | ロボエッタ （オーボエ）               |            |
| 9    | 6月3日        | ユラユラ ウネウネ      | 賽馬/黄海杯                                                  | アルフレオーネ （二胡）               |            |
| 10   | 6月10日       | ドクトル・ジョー       | -                                                            | -                                     | -          |
| 11   | 6月17日       | 森での出会い           | ウィ・ウィル・ロック・ユー / クイーン 〜 村祭り              | ドドン （和太鼓）                     |            |
| 12   | 6月24日       | 秘密の手紙             | きらきら星変奏曲 / モーツァルト                              | ルネ （チェンバロ）                   |            |
| 13   | 7月1日        | ラッパの仲間           | 子象の行進 / ヘンリー・マンシーニ                            | イポッポータモ （チューバ）           |            |
| 14   | 7月8日        | すべらせる             | ユー・アー・マイ・サンシャイン                               | スベルバー （ペダルスティールギター） |            |
| 15   | 7月15日       | 気になるあいつ         | -                                                            | -                                     | -          |
| 16   | 7月22日       | ジョーのひみつ基地     | マンボNo.5 / ペレス・プラード                                | マラケッチョ （マラカス）             |            |
| 17   | 7月29日       | たくさんのハーモニカ   | 黒ネコのタンゴ / 皆川おさむ                                  | アッコルドン （アコーディオン）       |            |
| 18   | 8月5日        | メロトロン号危機一髪!! | Monkey Magic / ゴダイゴ                                      | スラプドン （エレキベース）           |            |
| 19   | 8月12日       | 幻のモンストロ         | ストロベリー・フィールズ・フォーエバー / ビートルズ          | マボロシ （メロトロン）               |            |
| 20   | 8月19日       | ジョーのおくりもの     | EIGHT MELODIES / 鈴木慶一 田中宏和                           | -                                     |            |

### アポロン5号編（放送リスト）
| 話数 | 初放送日      | サブタイトル         | 演奏曲                                                    | モンストロ           | 解説出演者 |
| ---- | ------------- | -------------------- | --------------------------------------------------------- | -------------------- | ---------- |
| 1    | 2017年 4月7日 | 新しい仲間たち       | 学園天国 / フィンガー5                                    | パロ                 |            |
| 2    | 4月14日       | アポロン5号地底へ    | 天国と地獄 / オッフェンバック                             | メリー・エン・ハリー |            |
| 3    | 4月21日       | ふるえるモンストロ   | ゴッドファーザー・愛のテーマ / ニーノ・ロータ             | コルレオーネ         |            |
| 4    | 4月28日       | どれにしようかな?    | あんたがたどこさ                                          | マリーノ             |            |
| 5    | 5月5日        | みんなのカルテ       | -                                                         | -                    | -          |
| 6    | 5月12日       | 初恋                 | ラブ・ストーリーは突然に / 小田和正                       | ルネノーベ           |            |
| 7    | 5月19日       | 早口モンストロ       | イエヴァン・ポルッカ / エイノ・ケットゥネン               | トゥップ、タップテ   |            |
| 8    | 5月26日       | なんでなんでなんで!? | シング・シング・シング / ルイ・プリマ                     | スウィンギンダ       |            |
| 9    | 6月2日        | あやしいふたり組     | 『アルルの女』より「ファランドール」 / ジョルジュ・ビゼー | ロアシュバル         |            |
| 10   | 6月9日        | 理想のムジカドクター | -                                                         | -                    | -          |
| 11   | 6月16日       | でたーっ!            | スリラー / マイケル・ジャクソン                           | ムーン               |            |
| 12   | 6月23日       | シ・ゲ・キ・テ・キ   | ミザルー / ディック・デイル                               | ブズーキ             |            |
| 13   | 6月30日       | 1+1=?                | 2台のピアノのためのソナタ K.448 / モーツァルト            | エルン・ハンマ       |            |
| 14   | 7月7日        | ハッチェルといっしょ | 藁の中の七面鳥                                            | オクラッチ           |            |
| 15   | 7月14日       | 大切なこと           | -                                                         | -                    | -          |
| 16   | 7月21日       | 再出発               | ワン・モア・タイム / ダフト・パンク                       | ラム                 |            |
| 17   | 7月28日       | 二度目の挑戦         | 水の戯れ / モーリス・ラヴェル                             | オンディーナ         |            |
| 18   | 8月4日        | ピンチはチャンス     | テイク・ファイブ / デイヴ・ブルーベック・カルテット       | サンタスーニ         |            |
| 19   | 8月11日       | タイムリミット       | ドント・ストップ・ミー・ナウ / クイーン                   | ファレンハイト       |            |
| 20   | 8月18日       | 信じた夢             | 虹の彼方に / オズの魔法使い                               | -                    |            |

| 話数 | 初放送日       | サブタイトル                                | 演奏曲                                                                                              |
| ---- | -------------- | ------------------------------------------- | --------------------------------------------------------------------------------------------------- |
| 1    | 2017年 10月6日 | アリーナの旅立ち1〜わたしとピッコリーノ号〜 | 上を向いて歩こう / 坂本九                                                                           |
| 2    | 10月13日       | アリーナの旅立ち2〜わたしとメロトロン号〜   | ライク・ア・ローリング・ストーン / ボブ・ディラン                                                   |
| 3    | 10月20日       | アリーナの旅立ち3〜ふたりの約束〜           | イエヴァン・ポルッカ / エイノ・ケットゥネン                                                         |
| 4    | 10月27日       | アリーナの旅立ち4〜修了式〜                 | 威風堂々 / エドワード・エルガー 20センチュリー・ボーイ / T・レックス Happy / ファレル・ウィリアムス |

### ベルカント号編（放送リスト）
| 話数 | 初放送日      | サブタイトル            | 演奏曲                                                          | モンストロ                | 解説出演者 |
| ---- | ------------- | ----------------------- | --------------------------------------------------------------- | ------------------------- | ---------- |
| 1    | 2018年 4月6日 | 旅立ちのうた            | ばらの花 / くるり                                               | ファンデリア              |            |
| 2    | 4月13日       | 祈り                    | アヴェ・マリア / シャルル・グノー                               | アンジェ                  |            |
| 3    | 4月20日       | 怒り                    | My Generation / ザ・フー                                        | モズビー                  |            |
| 4    | 4月27日       | うたっておどって        | アイ・ガット・リズム / G.ガーシュウィン                         | ラッピラッピ              |            |
| 5    | 5月4日        | 目覚め                  | -                                                               | -                         | -          |
| 6    | 5月11日       | ロッソのひみつ          | セプテンバー / アース・ウィンド・アンド・ファイアー             | ヘリオス                  |            |
| 7    | 5月18日       | アイドル                | プレイバックpart2 / 山口百恵                                    | モモ                      |            |
| 8    | 5月25日       | 月夜のモンストロ        | 北九州炭坑節                                                    | モグリア                  |            |
| 9    | 6月1日        | ジュリオの歌声          | ワンダーウォール / オアシス                                     | ギャルフ                  |            |
| 10   | 6月8日        | 司令官の叫び            | -                                                               | -                         | -          |
| 11   | 6月15日       | 謎の少年                | モリエンド・カフェ / ウーゴ・ブランコ                           | ウーゴ                    |            |
| 12   | 6月22日       | 審判                    | 『レクイエム』から「怒りの日」 / ジュゼッペ・ヴェルディ         | ディエスイラ              |            |
| 13   | 6月29日       | コンッ! コンッ! コンッ! | クリック・ソング / ミリアム・マケバ                             | コンゴトワネ              |            |
| 14   | 7月6日        | 機械の点検              | ブルー・マンデー / ニュー・オーダー                             | ツマミクーン              |            |
| 15   | 7月13日       | フローラの隠しごと      | -                                                               | -                         | -          |
| 16   | 7月20日       | 奇跡のふたり            | ダンシング・クイーン / ABBA                                     | ニャバ                    |            |
| 17   | 7月27日       | 口げんか                | FUNKASTIC / RIP SLYME                                           | スリップリップ            |            |
| 18   | 8月3日        | 決断                    | 歌劇『カルメン』よりハバネラ「恋は野の鳥」 / ジョルジュ・ビゼー | カルファターレ            |            |
| 19   | 8月10日       | さらば友よ              | ドント・ウォリー・ビー・ハッピー / ボビー・マクファーリン       | エア・ブー                |            |
| 20   | 8月17日       | 足あと                  | 三百六十五歩のマーチ / 水前寺清子                               | style="text-align:center" |            |

| 話数 | 初放送日      | サブタイトル     | 演奏曲                                                                | モンストロ             | 解説出演者                                              |
| ---- | ------------- | ---------------- | --------------------------------------------------------------------- | ---------------------- | ------------------------------------------------------- |
| 1    | 2019年 4月5日 | 風の街           | 風をあつめて / はっぴいえんど                                         | はっぴぃぱくぱく       | -                                                       |
| 2    | 4月12日       | 魔法のことば     | ケ・セラ・セラ / ドリス・デイ                                         | ケセラン               | 高校ズ 宮内美瑠花 宮島瑠南                              |
| 3    | 4月19日       | ロッソの相棒     | Hotel California / イーグルス                                         | イーグルン             | 伏見蛍                                                  |
| 4    | 4月26日       | ピッピとハンカチ | アラベスク第1番 / クロード・ドビュッシー                              | ドビュッスワ           | 笹川椛音                                                |
| 5    | 5月3日        | ディストミスト   | -                                                                     | -                      | -                                                       |
| 6    | 5月10日       | ふしぎな太鼓     | Tunak Tunak Tun / ダレル・メヘンディ                                  | トゥルットゥ・ルットゥ | 森山繁                                                  |
| 7    | 5月17日       | ああ             | 津軽海峡・冬景色 / 石川さゆり                                         | トリステ               | 渡部直也 佐藤真子 渡部真一                              |
| 8    | 5月24日       | しゃっくり       | Baby Let's Play House / エルヴィス・プレスリー                        | ポマビリッヒ           | 刀禰和也                                                |
| 9    | 5月31日       | ロッソのつぶやき | Agua De Beber / アントニオ・カルロス・ジョビン                        | ベベ                   | 渡辺亮 布施尚美 (naomi & goro) 佐藤颯心 林夏音 吉野琉生 |
| 10   | 6月7日        | 眠れない         | -                                                                     | -                      | -                                                       |
| 11   | 6月14日       | なつかしいリズム | ボラーレ / Gipsy Kings                                                | ボラレイエス           | マリオ西村                                              |
| 12   | 6月21日       | 月のうらがわ     | イミグラント・ソング / レッド・ツェッペリン                           | ボンゾ                 | 伏見蛍 BOBO                                             |
| 13   | 6月28日       | 空気のように     | ジムノペディ 第1番 / エリック・サティ                                 | ポワアル               | 谷口雄 近藤彩香 福原冠                                  |
| 14   | 7月5日        | ジュリオの手紙   | 待つわ / あみん                                                       | アミリンス             | -                                                       |
| 15   | 7月12日       | 司令官の嘆き     | -                                                                     | -                      | -                                                       |
| 16   | 7月19日       | 霧の中へ         | TECHNOPOLIS / イエロー・マジック・オーケストラ                        | トキオン               | 砂原良徳                                                |
| 17   | 7月26日       | お祭りさわぎ     | ハイサイおじさん / 喜納昌吉&チャンプルーズ                            | あやぱに               | 川畑アキラ 川畑智史 山下奈津子                          |
| 18   | 8月2日        | 最後の塔         | 歌劇『魔笛』から「復しゅうの心は地獄のように胸に燃え」 / モーツァルト | マテキュリア           | 根本真澄 笹川椛音                                       |
| 19   | 8月9日        | 再会             | イエスタデイ・ワンス・モア / カーペンターズ                           | ティノ                 | -                                                       |
| 20   | 8月16日       | 旅人たち         | 星めぐりの歌 / 宮沢賢治                                               | -                      | -                                                       |

| 初放送日      | サブタイトル           | 演奏曲                                                 | モンストロ     | 解説出演者 |
| ------------- | ---------------------- | ------------------------------------------------------ | -------------- | ---------- |
| 2019年 5月3日 | 時計台のモンストロ     | ボヘミアン・ラプソディ / クイーン                      | メルクーリオ   |            |
| 12月30日      | 森と明かりとモンストロ | 交響曲第9番 ニ短調作品125「合唱付き」 / ベートーヴェン | グランダムール |            |

| 話数 | 初放送日      | サブタイトル             | 演奏曲                                                                          | モンストロ       | 解説出演者                           |
| ---- | ------------- | ------------------------ | ------------------------------------------------------------------------------- | ---------------- | ------------------------------------ |
| 1    | 2020年 4月3日 | ムジカリブロ             | ダイナマイト / SMAP                                                             | ダイナマイ       | ヤノミ ケノ・ケンノスキー （小心ズ） |
| 2    | 4月10日       | がんばれ！機関士         | キャラバンの到着 / ミシェル・ルグラン                                           | プレドリ         | ヤノミ ケノ・ケンノスキー （小心ズ） |
| 3    | 4月17日       | こわれたラブソング       | 君の瞳に恋してる / フランキー・ヴァリ                                           | パーラ・パーラ   | -                                    |
| 4    | 4月24日       | アカデミーの魔物         | 劇付随音楽『ペール・ギュント』から「山の魔王の宮殿で」 / エドヴァルド・グリーグ | ドブレン         | -                                    |
| 5    | 5月1日        | アカデミー通信教育       | -                                                                               | -                | -                                    |
| 6    | 5月8日        | 海辺のひびき             | I Get Around / ビーチ・ボーイズ                                                 | ヤシノズ         | 高橋正典                             |
| 7    | 5月15日       | コーヒーとパン           | Tico-Tico no Fubá / カルメン・ミランダ                                          | チコルメン       | 長岡敬二郎 たしまみちを 幸枝         |
| 8    | 12月11日      | ギラギラ                 | NIGHT OF FIRE / NIKO                                                            | パラパリラ       | -                                    |
| 9    | 12月18日      | 水面の恋                 | 蘇州夜曲 / 李紅蘭                                                               | タオファーファ   | -                                    |
| 10   | 12月25日      | 続・アカデミー通信教育   | -                                                                               | -                | -                                    |
| 11   | 2021年 1月8日 | 自由行動                 | キャント・ストップ / レッド・ホット・チリ・ペッパーズ                           | レッチー         | -                                    |
| 12   | 1月15日       | いーやー！               | 会津磐梯山                                                                      | あるべこる       | -                                    |
| 13   | 1月22日       | うまみ？                 | Around the World / ダフト・パンク                                               | コンピティ       | -                                    |
| 14   | 1月29日       | 上がって下がって         | カリンカ / イワン・ラリオーノフ                                                 | マトリンカ       | マキシム・クリコフ                   |
| 15   | 2月5日        | 続続・アカデミー通信教育 | -                                                                               | -                | -                                    |
| 16   | 2月12日       | トキメキ                 | Choo Choo TRAIN / ZOO                                                           | ワウトレノズ     | 田中琉己 勅使河原咲 原菜々美         |
| 17   | 2月19日       | ピッピのピアノ           | 幻想即興曲 / フレデリック・ショパン                                             | ファンタファッラ | -                                    |
| 18   | 2月26日       | 伝説の空中図書館         | MY WAY（マイ・ウェイ） / フランク・シナトラ                                     | （名称不明）     | 伊藤裕一 橋本達也                    |
| 19   | 3月5日        | フローラの歌             | I Will Always Love You / ホイットニー・ヒューストン                             | ガルディーバ     | 真城めぐみ                           |
| 20   | 3月12日       | 良い旅を                 | ばらの花 / くるり                                                               | -                | -                                    |

| 話数 | 初放送日       | サブタイトル                     | 演奏曲                            | モンストロ | 解説出演者 |
| ---- | -------------- | -------------------------------- | --------------------------------- | ---------- | ---------- |
| 1    | 2020年 8月14日 | 船員たちの夢物語〜フローラの夢〜 | やさしさに包まれたなら / 荒井由実 | ネロ       |            |
| 2    | 8月21日        | 船員たちの夢物語〜ジュリオの夢〜 | 銀河鉄道999 / ゴダイゴ            | ノヴェ     |            |

### アルカ号編（放送リスト）
| 話数   | 初放送日       | サブタイトル                     | 演奏曲 | モンストロ       | 解説出演者                     |
| ------ | -------------- | -------------------------------- | --- | ---------------- | ------------------------------ |
| 特別編 | 2021年 3月26日 | ムジカアカデミー入学案内         | ダイナマイト / SMAP I Get Around / ビーチ・ボーイズ 歌劇『カルメン』よりハバネラ「恋は野の鳥」 / ジョルジュ・ビゼー NIGHT OF FIRE / NIKO | -                | -                              |
| 1      | 4月2日         | 機械と少年                       | 翼をください / 赤い鳥 | アレッタ         | ヤノミ ケンノスキー （小心ズ） |
| 2      | 4月9日         | 森の沈没船                       | チキ・チキ・バン・バン | チリバン         | ヤノミ ケンノスキー （小心ズ） |
| 3      | 4月16日        | ふたつの表情                     | 青い眼の人形 | メアリー・ブルー | 重住ひろこ （Smooth Ace）      |
| 4      | 4月23日        | 陽気な歌声                       | Ob-La-Di, Ob-La-Da / ザ・ビートルズ | メラメラズ       | 真城めぐみ Meg Hanah Spring    |
| 5      | 4月30日        | モレッティのこっそりニュース     | - | -                | -                              |
| 6      | 5月7日         | やってきた機関士                 | ラデツキー行進曲 / ヨハン・シュトラウス1世                                                                                               | ラデッピー       | -                              |
| 7      | 5月14日        | 飛べ！アルカ号                   | Jump / ヴァン・ヘイレン | -                | 田渕ひさ子                     |
| 8      | 5月21日        | 真夜中の治療                     | Just the Two of Us / グローバー・ワシントンJr                                                                                            | フールボ         | 堀江博久 近藤彩香 福原冠       |
| 9      | 5月28日        | 決意                             | 八木節 | タルカヴァーロ   | 美波駒和美                     |
| 10     | 6月4日         | モレッティのこっそりニュース続報 | - | -                | -                              |
| 11     | 6月11日        | フワフワ                         | Stir it up / ボブ・マーリー | リルダーリン     | 田中克海 大河原爽介            |
| 12     | 6月18日        | トットの反抗                     | 電撃バップ / ラモーンズ | バップボップ     | 吉田電話 大河原爽介            |
| 13     | 6月25日        | ラザニアとホットドッグ           | ポンポン蒸気 / 細野晴臣 | ハリー号         | -                              |
| 14     | 7月2日         | シエリと診察機                   | サンバ・デ・ジャネイロ / ベリーニ | エリーニ         | 長岡敬二郎 宮澤摩周            |
| 15     | 7月9日         | モレッティのこっそりニュース速報 | - | -                | -                              |
| 16     | 7月16日        | 涙                               | 飾りじゃないのよ涙は / 中森明菜 | アキ             | 渡部真一                       |
| 17     | 7月23日        | 決まらない目的地                 | 二声のインヴェンション 第1番 / バッハ | インヴェッチ     | -                              |
| 18     | 7月30日        | 作戦開始                         | ミッション・インポッシブルのテーマ（『スパイ大作戦』のテーマ曲）                                                                         | スピアーレ       | 重住ひろこ                     |
| 19     | 8月6日         | モレッティのこっそりニュース特報 | - | -                | -                              |
| 20     | 8月13日        | 進め！アルカ号                   | ネバーエンディング・ストーリーのテーマ / リマール                                                                                        | ファルコーネ     | 岩田昌樹                       |

| 初放送日       | サブタイトル                 |
| -------------- | ---------------------------- |
| 2021年 6月10日 | メロディーが先かリズムが先か |
| 2021年 6月10日 | ピタゴラスが生んだ音階       |
| 2021年 6月10日 | ”響き”が大事                 |

| 話数 | 初放送日      | サブタイトル              | 演奏曲                                                                        | モンストロ                                                                 | 解説出演者                     |
| ---- | ------------- | ------------------------- | ----------------------------------------------------------------------------- | -------------------------------------------------------------------------- | ------------------------------ |
| 1    | 2022年 4月8日 | 新しい風                  | LA・LA・LA LOVE SONG / 久保田利伸                                             | ラララヴィー                                                               | -                              |
| 2    | 4月15日       | 王国からの手紙            | 一週間 / ロシア民謡                                                           | ロルモフ                                                                   | マキシム・クリコフ             |
| 3    | 4月22日       | 古い金庫                  | お祭りマンボ / 美空ひばり                                                     | チャキチャキ                                                               | 佃康史                         |
| 4    | 4月29日       | あやしい扉                | ドラゴンクエストIから「序曲」/ すぎやまこういち                               | -                                                                          | -                              |
| 5    | 5月6日        | モレッティのマル秘情報局  | -                                                                             | -                                                                          | -                              |
| 6    | 5月13日       | 隠された部屋              | Rockafeller Skank / ファットボーイ・スリム                                    | （合体時の上段からそれぞれ） ジャストマト チェケラプ ピタノズ ビーガ・ルー | kent watari 田代源起           |
| 7    | 5月20日       | 謎の手帳                  | 人形の夢と目覚め / テオドル・エステン                                         | ドリー・ウェキン                                                           | 上の助空五郎                   |
| 8    | 5月27日       | ウォウ                    | Livin' On A Prayer / ボン・ジョヴィ                                           | レオネール                                                                 | 小金丸慧                       |
| 9    | 6月3日        | マズローの秘密            | カポエイラ メドレー                                                           | ジンガルボッチ                                                             | カポエイラ・テンポ             |
| 10   | 6月10日       | モレッティのマル秘情報局2 | -                                                                             | -                                                                          | -                              |
| 11   | 6月17日       | 設計図を探せ！            | (They Long To Be) CLOSE TO YOU / カーペンターズ                               | ロンターノ                                                                 | Smooth Ace ツヤトモヒコ レモン |
| 12   | 6月24日       | ムジカリブロへ            | YOUNG MAN (Y.M.C.A.) / 西城秀樹                                               | ジョバーネ                                                                 | 関根真理                       |
| 13   | 7月1日        | はしれ！オリーブ号        | TRUTH / T-SQUARE                                                              | -                                                                          | 伊東たけし 中村直也            |
| 14   | 7月8日        | マズローの設計図          | Roundabout / Yes                                                              | -                                                                          | 近藤祥昭                       |
| 15   | 7月15日       | モレッティのマル秘情報局3 | -                                                                             | -                                                                          | -                              |
| 16   | 7月22日       | アカデミーがなくなる!?    | 無造作紳士 / セルジュ・ゲンスブール                                           | セル・ヴォーン                                                             | スブリーム 田中誠人            |
| 17   | 7月29日       | マズローのねらい          | タイプライター / リロイ・アンダソン                                           | カッチ・ジャッコ                                                           | 椿三期                         |
| 18   | 8月5日        | こわれる理由              | 交響曲第9番「新世界から」第2楽章 / ドボルザーク 遠き山に日は落ちて / 堀内敬三 | エレディタ                                                                 | -                              |
| 19   | 8月12日       | モレッティのマル秘情報局4 | -                                                                             | -                                                                          | -                              |
| 20   | 8月19日       | 国王の決断                | イエロー・サブマリン音頭 / 金沢明子                                           | イポポタモス                                                               | 萩原哲晶                       |

| 初放送日       | サブタイトル            | 演奏曲                          |
| -------------- | ----------------------- | ------------------------------- |
| 2023年 3月22日 | ムジカドクターよ 永遠に | ぼくらが旅に出る理由 / 小沢健二 |

## 配信リスト

### ムジカ・ピッコリーノ レジェンダ
「ムジカドクター」となったアリーナがピッコリーノ号の仲間たちと共に繰り広げた冒険を振り返る全10話。
| 話数 | サブタイトル                 | 演奏曲 | モンストロ                      |
| ---- | ---------------------------- | --- | ------------------------------- |
| 1    | ムジカドクターとモンストロ   | 上を向いて歩こう / 坂本九 | ペングウィーゴ                  |
| 2    | いろいろな歌声               | ホルディリディア ソーラン節 | ヨーデン ヤーレン、ソーラン     |
| 3    | 音を重ねる                   | 管弦楽組曲第3番～アリア / バッハ ボレロ / モーリス・ラヴェル | ハモネス フンギトーノス         |
| 4    | いろいろなリズム             | 美しく青きドナウ / バッハ ポリリズム / Perfume | ハモネス ペンタ・テトラ・デルタ |
| 5    | そろえたり ずらしたり        | ハンガリー舞曲 第5番 / ヨハネス・ブラームス カノン / パッヘルベル | ブラーモス トレメロ             |
| 6    | 自然の音                     | 「四季」から「春」 / ヴィヴァルディ Kaimana Hila | ヴィーヴァ フラドンナ           |
| 7    | “トウキョウ”のモンストロ？   | 神田川 / かぐや姫 ラプソディ・イン・ブルー / ガーシュウィン | フゥーロ ブルバレーナ           |
| 8    | いろいろなリズム             | 東京ブロンクス / いとうせいこう＆タイニー・パンクス 東京ブギウギ / 笠置シヅ子 | ジャパラッパ エドギアーノ       |
| 9    | くり返す                     | 「ゴジラ」メインタイトル / 伊福部昭 交響曲第5番(運命) / ベートーヴェン | ジガンテ シンフォスティ         |
| 10   | ピッコリーノ号の演奏アルバム | 上を向いて歩こう / 坂本九 ハンガリー舞曲 第5番 / ヨハネス・ブラームス 管弦楽組曲第3番～アリア / バッハ ホルディリディア ソーラン節 美しく青きドナウ / バッハ ボレロ / モーリス・ラヴェル 東京ブロンクス / いとうせいこう＆タイニー・パンクス 交響曲第5番(運命) / ベートーヴェン ポリリズム / Perfume 「四季」から「春」 / ヴィヴァルディ 神田川 / かぐや姫 ラプソディ・イン・ブルー / ガーシュウィン カノン / パッヘルベル 「ゴジラ」メインタイトル / 伊福部昭 Kaimana Hila 東京ブギウギ / 笠置シヅ子 | -                               |